# Benito Mussolini
Benito Amilcare Andrea Mussolini (Predappio, Emilia-Romaña, 29 de julio de 1883-Giulino, Lombardía, 28 de abril de 1945) fue un político, militar y dictador fascista italiano, líder del Partido Nacional Fascista y del Partido Fascista Republicano; y presidente del Consejo de Ministros Reales de Italia desde 1922 hasta 1943. Posteriormente fue Duce —guía— de la República Social Italiana desde 1943 hasta 1945, año de su fusilamiento. Mussolini estableció un régimen totalitario durante el período conocido como fascismo italiano, bajo el beneplácito del rey Víctor Manuel III, hasta su colapso en la Segunda Guerra Mundial. Como dictador y fundador del fascismo, Mussolini inspiro la expansión internacional de movimientos fascistas durante el periodo de entreguerras.
Afiliado al Partido Nacional Fascista durante la mayor parte de su vida política, Mussolini lideró el Partido Fascista Republicano entre 1943 y 1945, siendo este el último partido político al que perteneció. Previo a su afiliación al Partido Nacional Fascista, Mussolini fue expulsado en 1914 del Partido Socialista Italiano, partido del que había sido integrante a comienzos del siglo XX, por sostener posturas nacionalistas irredentistas contrarias al internacionalismo de los principales líderes socialistas. Mussolini denunció al Partido Socialista Italiano, y sus ideas empezaron a estar centradas en el nacionalismo italiano, y fundó el movimiento fascista que se oponía al igualitarismo y la lucha de clases, promoviendo en cambio un «nacionalismo revolucionario» que trascendiera las líneas de clase. Mussolini obtuvo creciente apoyo popular mediante la exaltación del nacionalismo italiano, el expansionismo y el anticomunismo, sirviéndose de su influencia militar apoyado por la eficiente propaganda fascista y las concentraciones de masas cargadas de simbolismo. En 1922, ya afiliado al Partido Nacional Fascista y como líder del mismo, organizó la Marcha sobre Roma, tras cuya victoria fue nombrado presidente del Consejo de Ministros.
En cuestión de cinco años, Mussolini estableció autoridad dictatorial por medios legales e ilegales y aspiraba crear un estado totalitario. Fue nombrado presidente del Consejo de Ministros Reales en diciembre de 1922, y por la escasa oposición del rey Víctor Manuel III, logró disolver el parlamento y asumir así el mando supremo del Estado itálico. Transformó el Reino de Italia en el Segundo Imperio Colonial Italiano y gobernó con un partido único basado en el totalitarismo y la autocracia de la ideología fascista. Tras eliminar a la oposición mediante su policía secreta y proscribir las huelgas laborales, Mussolini y sus seguidores consolidaron el poder mediante leyes que transformaron la nación en una dictadura de partido único. 
El objetivo de Mussolini era hacer realidad el concepto de la Gran Italia basado en la absoluta hegemonía de Roma en el mar Mediterráneo. La política exterior de Mussolini se basaba en la doctrina fascista del «spazio vitale» («espacio vital»), que tenía como objetivo expandir las posesiones italianas. Su política exterior e interior tenía el objetivo de dotar a Italia de un gran poder —autoidentificándose como el sucesor legítimo del Imperio Romano—, teniendo al pueblo italiano como principal beneficiario de este y, en segundo plano, a otras poblaciones que viviesen dentro de la península itálica y los territorios de ultramar como Albania y Libia. En la década de 1920, ordenó la Pacificación de Libia, el bombardeo de Corfú por un incidente con Grecia, y la anexión de Fiume, después de un tratado con Yugoslavia. En 1936, Etiopía fue conquistada después de la Segunda guerra italo-etíope e integrada al África Oriental Italiana (AOI) junto con Eritrea y Somalia. En 1939, fuerzas italianas se anexionaron Albania. Entre 1936 y 1939, Mussolini ordenó una intervención en España a favor de Francisco Franco, durante la guerra civil española. Mussolini inicialmente intentó mantener el statu quo de Versalles enviando tropas para retrasar el Anschluss de Hitler y participando en el Tratado de Lausana, el Pacto de las Cuatro Potencias y el Frente de Stresa. Sin embargo, se distanciaba de los poderes democráticos a medida que crecían las tensiones en la Liga de las Naciones, que abandonó en 1937. Italia, ahora hostil a Francia y Gran Bretaña, formó la alianza del Eje con la Alemania nazi y el Japón imperial. Promovió el desarrollo armamentístico de Italia y, tras la invasión de Etiopía por las Forze armate el 2 de octubre de 1935 y la firma del Pacto de Acero junto con Alemania en 1939.   
Las guerras de la década de 1930 le costaron a Italia enormes recursos, dejándola poco preparada para la Segunda Guerra Mundial. Mussolini inicialmente declaró la no-beligerancia de Italia. Sin embargo, en junio de 1940, creyendo que la derrota de los aliados era inminente, se unió a la guerra del lado de Alemania, para compartir el botín de guerra. Dentro de las campañas italianas, las fuerzas de las nuevas Potencias del Eje —sucesor del pacto de Acero, pues en 1940 había ingresado Japón a la alianza— se encargaron de invadir la península balcánica, África del norte y el cuerno de África, así como algunas áreas de Francia. Esas conquistas territoriales decrecieron de forma paulatina después de la segunda batalla de El Alamein, hasta 1943, cuando los ejércitos aliados lograron tomar el control de toda África y el mediterráneo.   
En los meses de 1943 durante la caída de la isla de Sicilia, Mussolini fue arrestado por el Gran Consejo Fascista por orden del rey Víctor Manuel III en un intento por evitar la invasión aliada de la Italia continental. Fue encarcelado en un hotel del área natural del Gran Sasso d'Italia. Adolf Hitler ordenó una operación de rescate, mientras invadía el norte de Italia, en donde creó la República Social Italiana en contraposición del Reino del Sur (régimen italiano que había realizado un armisticio con los Aliados). La nueva república en teoría representaba la continuación del Segundo imperio italiano aunque en la práctica funcionó como un estado títere de Alemania.   
Mussolini decidió escapar ante la inminente invasión aliada de la República Social Italiana, en 1945. Junto a su amante Clara Petacci y otros altos jerarcas fascistas, intentaron llegar a la frontera con Suiza haciéndose pasar como una delegación diplomática española. En el camino una patrulla de partisanos comunistas reconocieron el engaño y detuvieron a todo el camión que los llevaba. El partisano Urbano Lazzaro fue el encargado de fusilar el 28 de abril de 1945 a Mussolini. Ninguno de los acompañantes del duce sobrevivió. Luego, sus cadáveres fueron llevados a Milán, en la Plaza Loreto, donde—bajo el beneplácito de las fuerzas de ocupación aliadas—fueron masacrados y colgados.

## Primeros años
Benito Mussolini nació en Dovia, una aldea del municipio de Predappio, en la provincia de Forlì-Cesena, región de Emilia-Romaña, el 29 de julio de 1883. Su padre fue el herrero Alessandro Mussolini; mientras que su madre, Rosa Maltoni, fue una maestra que creía firmemente en la importancia de la educación. El nombre «Benito Amilcare Andrea» fue decidido por su padre, un líder local socialista, en memoria de Benito Juárez, héroe reformista y expresidente de México; de Amilcare Cipriani, patriota italiano y socialista; y de Andrea Costa, primer diputado socialista elegido en el parlamento italiano.
De niño, recibió la enseñanza básica en Dovia y luego en Predappio (desde 1889 hasta 1891). Luego ingresó en el colegio salesiano de Faenza, pero fue expulsado por una pelea con un compañero. Prosiguió los estudios secundarios en el colegio Giosuè Carducci de Forlimpopoli donde obtuvo en septiembre de 1898 la licencia de técnico inferior. A partir de octubre de ese año, por una pelea que tuvo con otro compañero, se le obliga a asistir como alumno externo (hasta el año 1901).
Allí en Forlimpopoli, por influencia paterna, Mussolini se acerca al socialismo militante y en el año 1900 se inscribe en el Partido Socialista Italiano. Mientras tanto, concluye los estudios y obtiene la Maturità (título de bachillerato). El 13 de febrero de 1902 fue nombrado suplente para la escuela elemental de Pieve Saliceto, fraccionamiento de Gualtieri Emilia.
El 9 de julio de 1902, tras concluir el año escolar, se trasladó a Lausana donde se inscribió en el sindicato de albañiles y obreros. Luego fue nombrado secretario y publicó su primer artículo en el periódico L'Avvenire del Lavoratore («El Porvenir del Trabajador»).

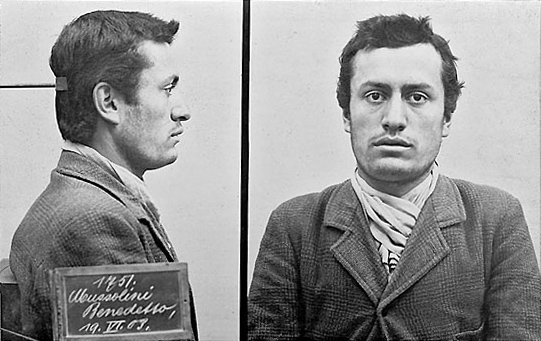
Ficha policial de Mussolini (1903).

### Suiza
Desde noviembre vivió en Suiza, tras huir de Italia para librarse del servicio militar obligatorio, peregrinando de ciudad en ciudad y desarrollando trabajos temporales. Fue expulsado dos veces del país: el 18 de junio de 1903 fue arrestado por agitador socialista y permaneció detenido en la cárcel durante doce días. Luego fue expulsado el 30 de junio; el 9 de abril de 1904 fue encarcelado por siete días en Bellinzona por haber falsificado su permiso de permanencia (soggiorno). Venció las dificultades gracias al auxilio de algunos socialistas y anarquistas del Cantón Ticino.
Durante estos años, colaboró como periodista en diarios locales de inspiración socialista (como Il Proletario) y estudió en la facultad de ciencias sociales de Lausana, según parece, frecuentando las clases de Vilfredo Pareto. Se alinearía con el ala revolucionaria del partido socialista, liderada por Arturo Labriola y envió correspondencia al periódico milanés Avanguardia socialista. En este período muestra su mayor cercanía ideológica con el sindicalismo revolucionario.
En 1904 conoció y comenzó a colaborar con la activista socialista Angélica Balabanova y discutió con el pastor evangélico Alfredo Taglialatela sobre el tema de la existencia de Dios (las opiniones que vertió en estas discusiones serían publicadas luego en el opúsculo L'uomo e la divinità).

### El retorno a Italia
En noviembre de 1904, tras la amnistía que se dio a quienes habían huido del servicio militar obligatorio con motivo del nacimiento del heredero del rey, Mussolini volvió a Italia.
Fue al servicio militar y se le asignó al 10.º Regimiento bersaglieri de Verona, donde obtuvo una declaración de buena conducta por su comportamiento. En febrero de 1905 murió su madre. Licenciado del ejército, Mussolini volvió a Dovia de Predappio el 4 de septiembre de 1906 y fue profesor suplente en Tolmezzo desde el 15 de noviembre hasta el final del año escolar.
En noviembre de 1907 obtuvo la habilitación para enseñar francés y en marzo de 1908 fue enviado como profesor de francés en el Colegio Cívico de Oneglia, donde enseñó también italiano, historia y geografía. Allí dirigió también el semanario socialista La lima con el seudónimo de «Vero Eretico». Tras volver a Predappio, Mussolini se puso al frente del paro de los trabajadores agrícolas y el 18 de julio de 1908 fue arrestado por amenazar a un dirigente de las organizaciones patronales. Procesado sumariamente, fue condenado a tres meses de cárcel, pero fue puesto en libertad provisional después de quince días. En septiembre del mismo año fue encarcelado de nuevo por diez días por organizar en Meldola unas elecciones no autorizadas.
En noviembre se trasladó a Forlì, donde vivió en una habitación alquilada junto con su padre viudo, en la cual este abrió con su compañera Anna Lombardi (viuda también y madre de la futura esposa de Mussolini) la trattoria llamada Il bersagliere. Durante este período, Mussolini publicó en Pagine libere ('Páginas libres') —una revista del sindicalismo revolucionario editada en Lugano y dirigida por Angelo Oliviero Olivetti— el artículo «La filosofia della forza», donde hace referencia al pensamiento nietzscheano.
En febrero de 1909, Mussolini se trasladó a Trento, donde fue secretario de la Cámara del Trabajo y dirigió el periódico L'Avvenire del Lavoratore. El 7 de marzo de ese mismo año fue protagonista de un choque periodístico con Alcide De Gasperi, director del periódico católico Il Trentino.
El 10 de septiembre de 1909, Mussolini fue encarcelado nuevamente en Rovereto por difundir periódicos secuestrados y por instigar a la violencia contra el Imperio austrohúngaro; el 29 fue expulsado de la ciudad y volvió a Forlì. En 1910 publica la novela Claudia Particella, l'amante del cardinale Madruzzo, una sátira anticlerical.
El 17 de enero de 1911, Mussolini comenzó a convivir con Rachele Guidi, su futura esposa; también colaboraría con la revista Soffitta. El 23 de agosto participó en el congreso socialista de Milán. En 1910 había sido nombrado secretario de la federación provincial de Forlì y poco después se convirtió en editor del semanario La Lotta di Classe («La Lucha de Clases»).
El 11 de abril de 1911, la sección socialista de Forlì, guiada por Mussolini, votó la autonomía del PSI. En mayo del mismo año publicó un ensayo titulado «El Trentino visto por un socialista», en el periódico Quaderni della Voce.
En octubre fue arrestado, procesado y condenado a un año de cárcel por participar, junto a Pietro Nenni, en una manifestación contraria a la guerra iniciada por Italia contra el Imperio otomano por la posesión de la Cirenaica y Tripolitania, que concluyó con actos de violencia con la policía. Mussolini había definido la aventura colonial africana del gobierno de Giolitti como un «acto de delincuencia internacional». En febrero del año siguiente, el tribunal de apelaciones de Bolonia redujo la pena a cinco meses y medio y al mes siguiente Mussolini fue liberado.

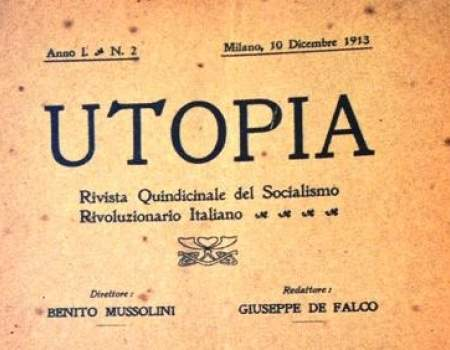
Revista Utopía

La victoria del ala radical del Partido Socialista Italiano (PSI) en el Congreso de Reggio Emilia, celebrado en 1912, le proporcionó a Mussolini mayor protagonismo en el seno de la formación política, que aprovechó para hacerse cargo del periódico milanés Avanti!, órgano oficial del partido socialista. Aun así, sus violentas opiniones acerca de los enfrentamientos armados de la semana roja de 1914 motivaron cierta preocupación entre sus compañeros de filas, atemorizados por su radicalismo. En noviembre de 1913 fundó la revista Utopía. Su primer artículo sería Al largo!
En el congreso del PSI de Ancona de 1914 presentó con Giovanni Ziboldi una moción (que fue acogida) por la que se reconocía la incompatibilidad entre el socialismo y la masonería. El 9 de junio fue elegido consejero comunal de Milán.
Aunque tras el estallido de la Primera Guerra Mundial en principio se mostró conforme con el apoyo a la neutralidad italiana del PSI, pronto fue cambiando de postura hasta que el 18 de octubre publicó en Avanti! un artículo titulado «De la neutralidad absoluta a la neutralidad activa y operativa» donde dejaba clara su oposición, lo que provocó, tras una reunión al día siguiente de la ejecutiva del partido, su dimisión de la dirección del periódico y su expulsión del partido un mes después. Poco después, el 10 de noviembre, en una entrevista publicada en el periódico boloñés Il Resto del Carlino, ligado a intereses empresariales azucareros, Mussolini anunció su intención de fundar Il Popolo d’Italia, un periódico de línea intervencionista y nacionalista que en 1922 se acabaría convirtiendo en el órgano oficial de su régimen.

### En el ejército en la Primera Guerra Mundial

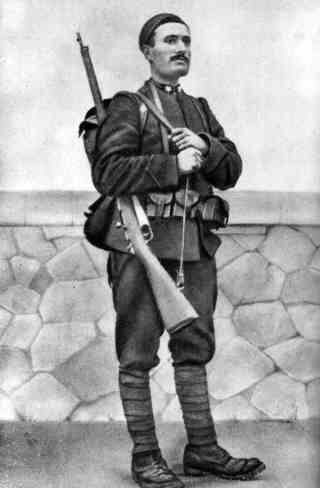
Benito Mussolini en el año 1917 en la Primera Guerra Mundial.

Cuando Italia entró en la Primera Guerra Mundial al lado de la Entente, Mussolini manifestó su completo apoyo al esfuerzo bélico italiano y, aunque no llegó a presentarse como voluntario, amenazó con hacerlo ante el retraso de su reclutamiento; así, en agosto de 1915 fue asignado a la División 11° y el 2 de septiembre partió al frente. Escribió un diario de guerra donde narra su vida en las trincheras y se ve a sí mismo como héroe carismático de una comunidad nacional, guerrera, socialmente jerárquica y obediente.
En marzo del año siguiente, Mussolini fue promovido a cabo por méritos de guerra. En su informe militar se lee: «Actividad ejemplar, batallador, serenidad de mente, no toma en cuenta los desalientos, celoso, regular en el cumplimiento del deber, primero en cualquier empresa que requiera trabajo y arrojo». El 23 de febrero de 1917 fue herido al estallar un mortero durante un ejercicio. Fue inmediatamente dado de baja. Aunque algunos han sostenido que el motivo de su baja fue alguna enfermedad infecciosa, la presencia de tales patologías no ha sido comprobada con los datos que emergieron de la autopsia que le fue practicada. En este año, y según se ha descubierto, trabajó de espía para los servicios secretos británicos.
Al volver del frente, publicó en Il Popolo d'Italia el artículo «Trincerocrazia», donde reivindicaba para los soldados italianos que habían combatido en las trincheras el derecho a gobernar Italia tras la guerra.

## El fascismo y la «revolución fascista»

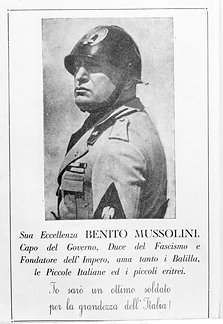
Cartel de propaganda fascista en el que aparece Mussolini.

Posteriormente, quiso capitalizar el sentimiento de insatisfacción que se apoderó de la sociedad italiana tras el fin de la contienda, debido a que Italia había obtenido muy pocas ventajas territoriales y económicas en el Tratado de Versalles, pese a las grandes promesas de Francia y Gran Bretaña con las cuales se había estimulado la participación italiana en la contienda. Ese descontento se manifestó en continuas huelgas y protestas de obreros y campesinos a los cuales se unían veteranos retornados del frente de guerra, ante lo cual Mussolini empezó haciendo un llamamiento a la lucha contra los partidos socialistas, a los que señaló como culpables del descalabro social. Para ello Mussolini creó en Milán el 23 de marzo de 1919 los Fasci Italiani di Combattimento, grupos armados de agitación que constituyeron el germen inicial del futuro Partido Nacional Fascista, fundado en noviembre de 1921. El 18 de noviembre fue arrestado de nuevo por tenencia ilegal de armas y explosivos, pero sería liberado gracias a la intervención del senador liberal Luigi Albertini.
El 24 y 25 de mayo de 1920, Benito Mussolini participó en el segundo Congreso de los Fasci di Combattimento, que se realizó en el Teatro Lírico de Milán. En noviembre, con el artículo «Rapallo», comentó favorablemente el tratado ítalo-yugoslavo firmado por Giovanni Giolitti por el que la ciudad de Fiume queda libre.
El 28 de marzo de 1921, Mussolini desfiló en Milán con sus columnas de «camisas negras» con ocasión del funeral de las víctimas del terrorismo anarquista del Teatro Diana. Al mostrarse como enemigo de socialistas y comunistas, el fascismo consiguió ganarse el favor de los grandes terratenientes e industriales y Mussolini logró salir electo diputado en las elecciones de mayo de 1921, gracias también al apoyo de Giolitti.

### Toma del poder de Mussolini

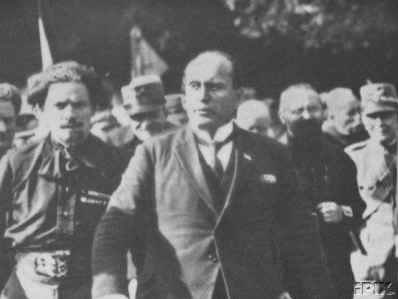
Mussolini junto al jerarca Italo Balbo y a su milicia, las Camisas negras fascistas.

A partir de este éxito, los camisas negras se fueron convirtiendo en protagonistas de numerosos episodios de violencia y agresión física o verbal contra sus adversarios políticos, sobre todo contra los socialistas y comunistas; el fenómeno fue llamado squadrismo debido a las «escuadras de acción» organizadas por los camisas negras como piquetes callejeros encargados de atacar arbitrariamente a sus rivales.
El 2 de julio, Mussolini invitó a los socialistas, con un artículo en Il popolo d'Italia, a establecer un pacto de pacificación para acabar con la violencia squadrista, firmado el 2 de agosto gracias a la mediación del presidente de la Cámara Enrico De Nicola; sin embargo, los episodios de violencia no cesaron porque la ejecución del acuerdo se dejó a la decisión de los jefes locales de cada partido.
A propósito de la autonomía de la que gozaban los grupos particulares de squadristas, Renzo De Felice escribe que Mussolini entró en discusiones con algunos jefes que ponían en duda su posición de guía del movimiento (sobre todo Dino Grandi) y que no aceptaban la voluntad de Mussolini de presentarse como normalizador del orden social. De ahí que, siempre según De Felice, Mussolini escribiera: «¿Puede el fascismo dejar de contar conmigo? ¡Claro! Pero también yo puedo dejar de contar con el fascismo».
Sin embargo, las divergencias internas fueron superadas y el 7 de noviembre se realizó en Roma el tercer congreso de los fasci di combattimento, que fueron transformados en el Partido Nacional Fascista, con Michele Bianchi como primer secretario. El 1 de enero de 1922, Mussolini fundó la revista mensual Gerarchia ('Jerarquía'), donde colabora su amante Margherita Sarfatti.
El 2 de agosto de 1922, las izquierdas promovieron una huelga general contra las violencias de los camisas negras, que intervinieron produciendo el fracaso de la iniciativa. Entretanto, los primeros días de septiembre, las escuadras fascistas ocuparon los municipios de Ancona (Milán), Génova, Livorno, Parma, Bolzano y Trento, obteniendo el control de estos tras violentos episodios armados.
Se trata del inicio de la «revolución fascista», con la que Mussolini intentaría un ambicioso golpe de mano para adueñarse del poder, aprovechándose del consenso adquirido ante los ambientes sociales más importantes del reino, que combinaban el miedo a los socialistas y comunistas con la convicción de que Mussolini y sus fascistas aceptarían sujetarse a las viejas reglas de la monarquía parlamentaria. El 24 de octubre Mussolini se encontraba ya en Nápoles con 40 000 camisas negras allí reunidos, afirmando públicamente el derecho del fascismo a gobernar el país.
La noche del 27 al 28 de octubre, grupos de fascistas empezaron a ocupar centralitas de teléfonos y edificios gubernamentales. El jefe del gobierno, Luigi Facta, le pidió al rey Víctor Manuel que declarase el estado de sitio para que el ejército pudiese frenar a los fascistas pero el monarca se negó. Al contrario, el 29 de octubre el rey encargó a Mussolini la formación de un gobierno, a pesar de que su partido solo contaba con una pequeña minoría de diputados. Al día siguiente, los camisas negras entraron en Roma (Mussolini se encontraba en Milán, véase Marcha sobre Roma), creando el mito de que había llegado al poder impulsado por una insurrección popular que había frenado una revolución socialista.
El gobierno británico también apoyó en secreto el ascenso al poder de Mussolini.

### Mussolini como presidente del Consejo
El 16 de noviembre, Mussolini se presentó en la Cámara (obtuvo el voto de confianza con 316 a favor, 116 en contra y 7 abstenciones) y dio su primer discurso como presidente del Consejo de Ministros (el llamado «Discorso del bivacco»). Declaró:

He rechazado la posibilidad de vencer totalmente y podía hacerlo. Me autoimpuse límites. Me dije que la mejor sabiduría es la que no se abandona después de la victoria. Con 300 000 jóvenes armados totalmente, decididos a todo y casi místicamente listos a ejecutar cualquier orden que yo les diera, podía haber castigado a todos los que han difamado e intentado enfangar al fascismo. Podía hacer de esta aula sorda y gris un campamento de soldados: podía destruir con hierros el Parlamento y constituir un gobierno exclusivamente de fascistas. Podía: pero no lo he querido, al menos en este primer momento.

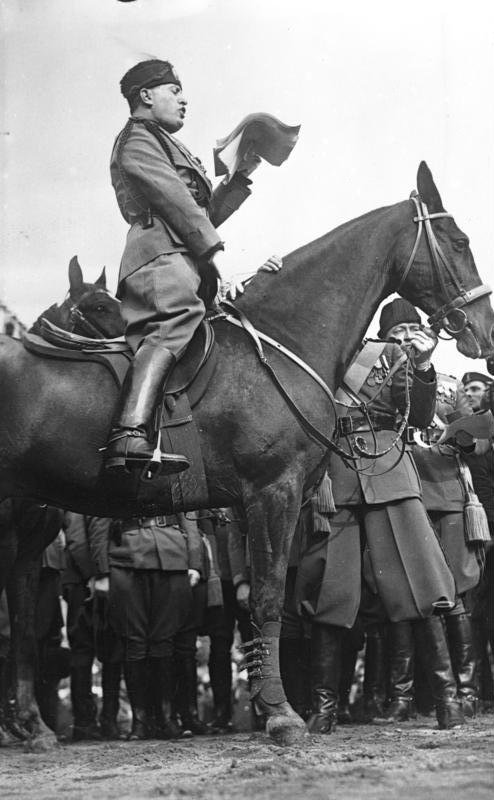
Benito Mussolini dando un discurso montado a caballo.

El 25 de noviembre le fueron conferidos por el Parlamento plenos poderes en los ámbitos económico y administrativo con el fin de «restablecer el orden», entrando en vigor el 3 de diciembre de ese año (Ley n. 1601) y hasta el 31 de diciembre de 1923. El 15 de diciembre de 1922 se reunió, por primera vez, el Gran Consiglio del Fascismo ('Gran Consejo del Fascismo').
El 14 de enero de 1923 los camisas negras fueron institucionalizados a través de la creación de la Milizia Volontaria per la Sicurezza Nazionale ('Milicia Voluntaria para la Seguridad Nacional'). Luego, el 9 de junio, presentó en la Cámara la nueva ley Acerbo sobre las elecciones. Fue aprobada el 21 de julio. Ese mismo mes, gracias al apoyo británico, en la Conferencia de Lausana se reconoció el dominio italiano sobre el Dodecaneso, que había sido ocupado en el año 1912.
El 28 de agosto tuvo lugar la masacre de Gioannina: la expedición militar italiana Tellini —que tenía la tarea de definir la línea limítrofe entre Grecia y Albania— fue aniquilada por soldados griegos. Mussolini envió un ultimátum a Grecia para solicitar reparación y, tras el rechazo del gobierno griego, ordenó a la marina italiana que ocupara Corfù.
Con esta acción, el nuevo presidente del Consejo demostró tener una política externa fuerte y obtuvo, gracias a la Sociedad de Naciones, las reparaciones solicitadas (solo tras abandonar la isla ocupada).
El 19 de diciembre Mussolini presidió la firma del acuerdo entre Confindustria y la Confederación de las corporaciones fascistas. El decreto real número 284 del 30 de diciembre de 1923 estableció la creación de los Enti Comunali di Assistenza (ECA) con la misión de «coordinar todas las actividades, públicas o privadas, dirigidas a socorrer a los indigentes, proveyendo, si fuera necesario, de sus cuidados o promoviendo donde fuera posible la educación, la instrucción y el aprendizaje de profesiones, artes o trabajos». Fueron unificados en dos entes territoriales que se dedicarían a la asistencia sanitaria y material de los pobres y de la infancia abandonada (véase el real decreto 383 del 3 de marzo de 1933).
El 27 de enero de 1924 se firmó el Tratado de Roma entre Italia y Yugoslavia, con el cual esta última reconocía la italianidad de Fiume, que fue anexada el 16 de febrero. Después de esto, el rey confirió a Mussolini la condecoración del Collare dell'Annunziata.
A partir del 7 de febrero, el gobierno italiano estableció relaciones diplomáticas con la Unión Soviética. Un acuerdo con el Reino Unido permitió a Italia adquirir una región que fue anexada a la Somalia italiana. El 24 de marzo se intentó por primera vez radiotransmitir un discurso político.
En las elecciones del 6 de abril de 1924, la Lista Nazionale (conocida con el nombre de Listone) obtuvo el 60 % de los votos y 356 diputados (después quedaron en 355 por la muerte de Giuseppe De Nava, que no fue sustituido); a ellos se añaden el 4,8 de los votos y 19 puestos conseguidos por la «lista bis». En total las dos listas alcanzan el 64,9 % de los votos válidos, obteniendo 375 parlamentarios, de los cuales 275 inscritos en el Partido Nacional Fascista. Además del PNF se habían unido al Listone la mayoría de los exponentes liberales y democráticos (como por ejemplo Vittorio Emanuele Orlando, Antonio Salandra y Enrico De Nicola (que retiró su candidatura antes de las elecciones), expopulares expulsados del Partido Popular Italiano, demosociales y del Partido Sardo de Acción y numerosas personalidades de la derecha italiana.
La consulta se desarrolló en un clima de violencia e intimidación contra quienes se opusieran a los candidatos del régimen, y los abusos perpetrados por los fascistas fueron denunciados el 30 de mayo por el diputado socialista Giacomo Matteotti, que con un duro discurso en la Cámara pidió que se anulara el resultado de las elecciones.

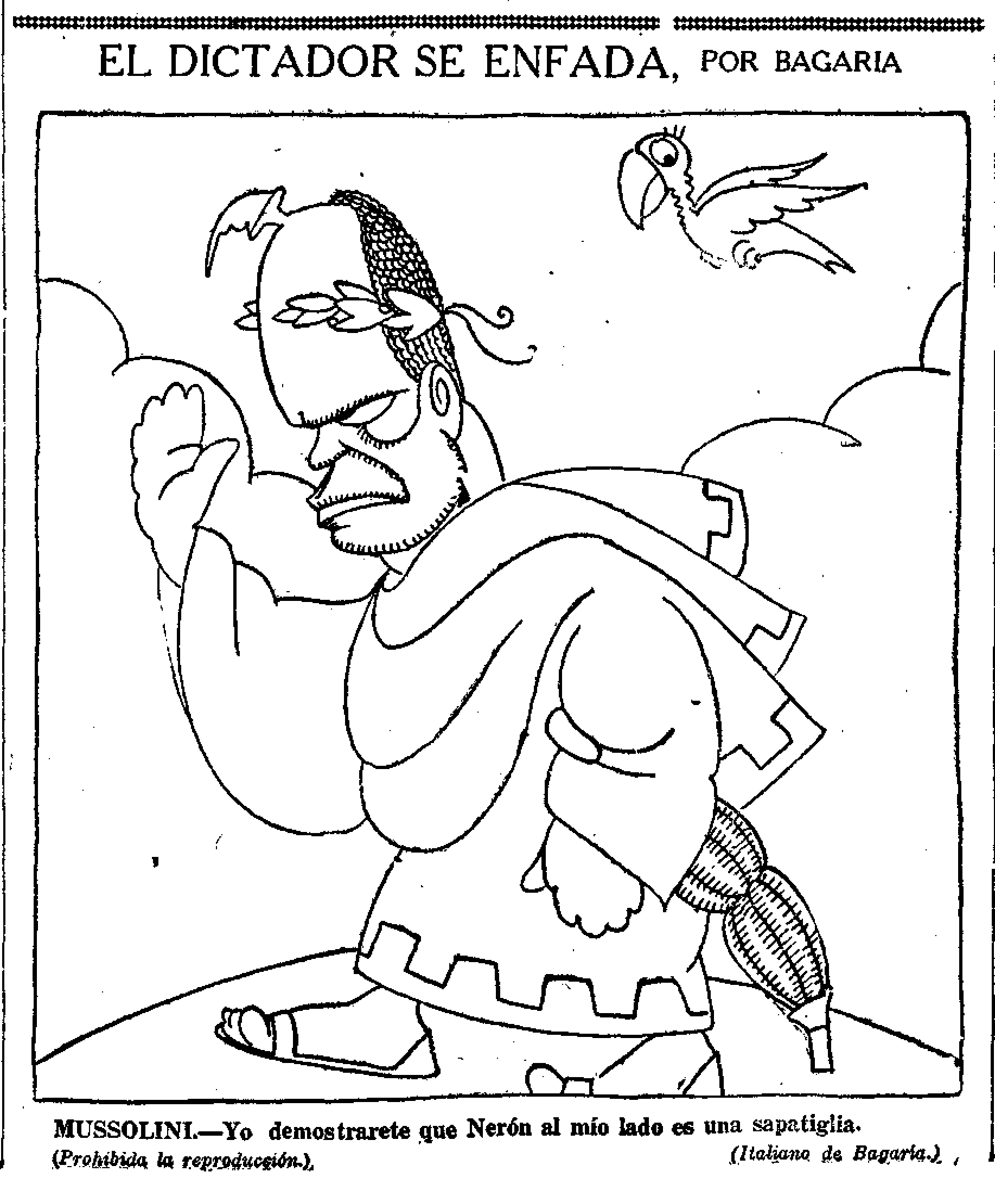
«El dictador se enfada». Caricatura de Bagaría publicado el 8 de enero de 1925 en el periódico madrileño El Sol.

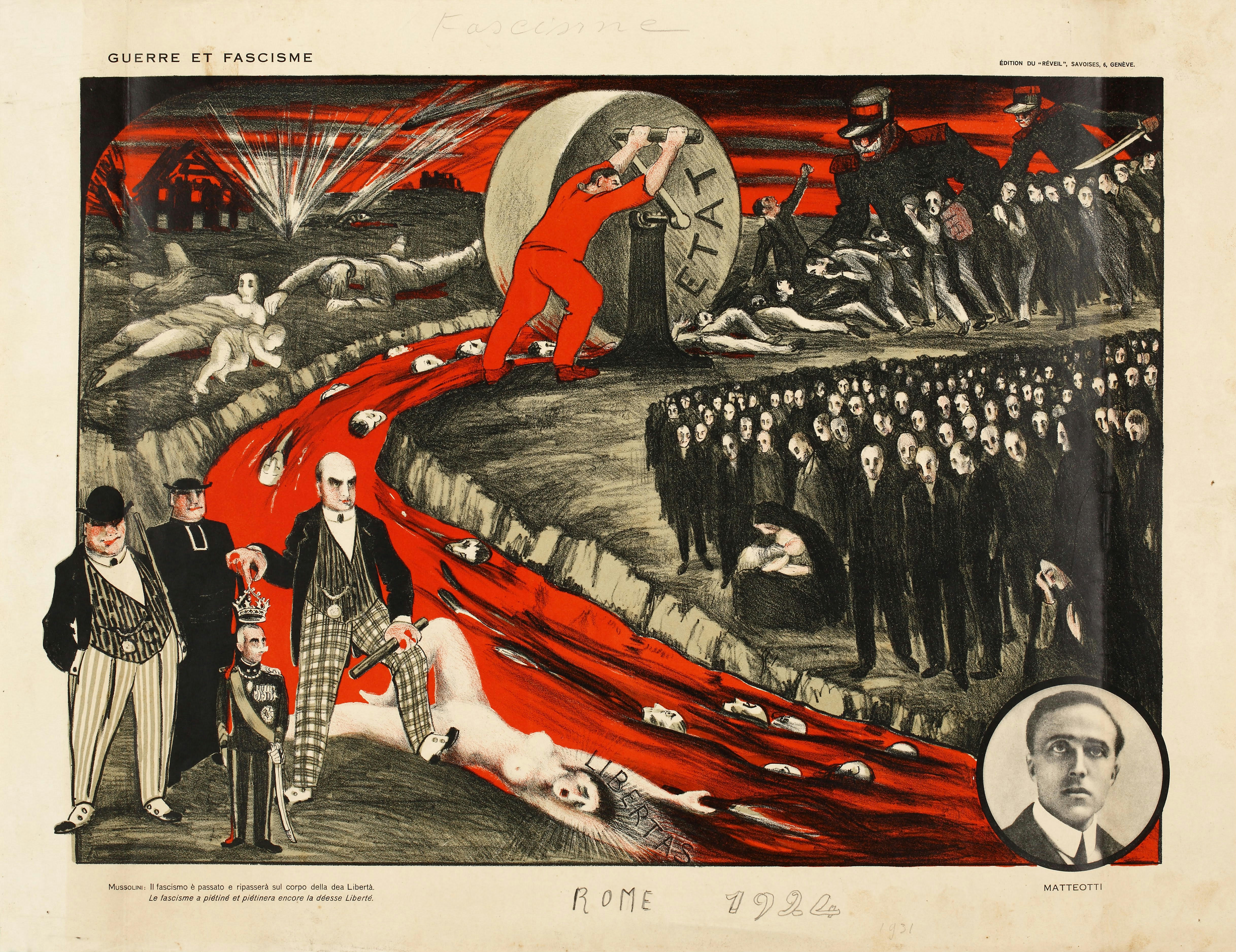
«Guerre et fascisme» (1924)

El 10 de junio de 1924, Matteotti fue secuestrado y asesinado por squadristas fascistas. Mussolini fue el instigador del crimen: «lo prueba el hecho de que el 1 de junio de 1924, el jefe de policía De Bono ordenó la liberación de la prisión del base del escuadrón asesino con un telegrama firmado "para el ministro". Ministro del Interior, ad interim, fue el Primer Ministro Benito Mussolini».
El evento provocó la «secesión del Aventino», es decir, el abandono del Parlamento por parte de los diputados de la oposición, quienes se reunieron en el Aventino para protestar por el homicidio. Sin embargo, no realizaron ninguna acción política. Fortalecido por la indecisión de la oposición, el 3 de enero de 1925 Mussolini dio un discurso en el parlamento en el que se muestra a las claras la verdadera relación de fuerzas que había en el país: con el fin de demostrar su propio poder, proclamó que quería asumir sobre sí «cualquier responsabilidad histórica, política y moral» que se derive del asesinato de Matteotti. Tal discurso es considerado el inicio del régimen dictatorial fascista.

### Atentados contra Mussolini
Ya el día de la «Marcha sobre Roma», Mussolini estuvo cerca de morir: en Milán una camisa negra tropezó y apretó por error el gatillo de su fusil: la bala rozó su oreja. Tras ser nombrado presidente del Consejo, Mussolini fue objeto de una serie de atentados.
El primero fue ideado el 4 de noviembre de 1925 por el diputado socialista y adherente a la masonería Tito Zaniboni, quien se colocó con un fusil en la ventana de una habitación del hotel Dragoni, frente al balcón del palacio Chigi donde estaba previsto que Mussolini se presentara con motivo del aniversario de la victoria. Algunos hombres del OVRA llegaron antes y arrestaron a Zaniboni.
La mañana del 7 de abril de 1926 Mussolini salió del palacio del Campidoglio, donde inauguró un congreso sobre cirugía; Violet Gibson, una mujer irlandesa de cincuenta años, le disparó con su pistola. Mussolini quedó con heridas no graves en la nariz. Atendido con un vistoso parche, se permitió comentar: «Las balas pasan, pero Mussolini permanece».
El tercer atentado fue obra de Gino Lucetti, un joven anarquista de Carrara que combatió con los Arditi y que luego, agredido por los fascistas, emigró a Marsella. El 11 de septiembre de 1926 esperaba que Mussolini saliera de su habitación y le arrojó una bomba de mano que golpeó el techo de su coche cayendo luego a tierra y explotando: ocho personas resultaron heridas. En el interrogatorio posterior confesó que quería vengar las masacres cometidas por los camisas negras en Turín en diciembre de 1922.
El cuarto atentado había sido el más misterioso. La tarde del 31 de octubre de 1926, en Bolonia, Mussolini inauguró el nuevo estadio il Littoriale en el ámbito de la conmemoración de la marcha sobre Roma; mientras se dirige —con el coche descapotable— a la estación, una bala le pasa por encima del zapato. El coche prosigue y los camisas negras se abalanzan sobre el agresor y lo linchan: el cadáver muestra catorce puñaladas, un balazo de revólver y huellas de estrangulamiento. Era Anteo Zamboni, un joven de quince años de familia anarquista. Según algunas reconstrucciones recientes, el atentado era el resultado de una conspiración madurada dentro de los propios ambientes fascistas de Emilia-Romagna (sospechosos fueron Farinacci, Balbo, Arpinati y Federzoni), que eran contrarios a la «normalización» inaugurada por Mussolini, quien desde su ascenso al poder supremo era hostil a continuar con los excesos revolucionarios y las violencias de las formaciones de camisas negras.
El atentado de Bolonia fue el pretexto para las leyes fascistísimas de noviembre de 1931: anulación de los pasaportes, sanciones contra los emigrantes clandestinos, supresión de los periódicos antifascistas, disolución de los partidos opositores, institución de la «prisión domiciliaria», creación de una policía secreta (que fue confiada a Arturo Bocchini y tomará el nombre de OVRA), declaración de caducidad del mandato parlamentario de 120 diputados, institución de la pena de muerte para quien cometa un atentado contra la vida, la integridad o la libertad personal del rey, de la reina, del príncipe heredero o del presidente del Consejo, institución del Tribunal especial, que entra inmediatamente en acción contra la «central comunista» (formada por Gramsci, Terracini y otros).

### Mussolini primer ministro: la dictadura fascista
Con la ley del 17 de abril de 1925 (n. 473) se fijan las nuevas normas higiénicas para las empresas que tendrán la obligación de proveer al servicio sanitario en la hacienda, no cargar a mujeres y menores de edad con cargas excesivas y señalar como tales y custodiar toda sustancia nociva. Los convenios de trabajo nacionales adquieren fuerza de ley y los «jefes» («empleadores») solo pueden estipular contratos individuales distintos de los colectivos de categoría si estipulan condiciones mejores para los trabajadores. Sobre la observancia de tal ley se encarga de vigilar el Ispettorato Corporativo. Con el real decreto del 1 de mayo de 1925 (n. 582) nace la Opera Nazionale Dopolavoro (OND) con el fin de «promover el sano y proficuo empleo de las horas libres de los trabajadores intelectuales y manuales con instituciones dirigidas a desarrollar sus capacidades físicas, intelectuales y morales».
El 11 de junio de ese mismo año, el presidente del Consejo anuncia el inicio de la «batalla del grano». La campaña tiene el objetivo de alcanzar la autosuficiencia de Italia con respecto al extranjero en materia de producción de trigo (la importación de trigo era causa del 50 % del déficit de la balanza de pagos) y, más en general, la autosuficiencia respecto de todos los productos agrícolas. El programa (acabado en el año 1931) tuvo un éxito mediano pues si bien se aumentó sustancialmente la producción de trigo (con la consiguiente mejora en la balanza comercial italiana) nunca se alcanzó el objetivo de la completa autosuficiencia en el sector alimentario. El proyecto pudo realizarse sobre todo gracias a la recuperación, entre 1928 y 1932, de los territorios pantanosos que todavía quedaban en la península itálica. Los nuevos municipios nacieron con el fin de aprovechar al máximo algún recurso natural: así, por ejemplo, Carbonia se creó para favorecer la extracción en los yacimientos limítrofes de carbón. Además, esto permitió la aplicación de un programa sanitario para la lucha contra la malaria y otras enfermedades.
El 21 de junio de 1925 se realizó el cuarto y último congreso del PNF. Mussolini invitó a los camisas negras a abandonar definitivamente la violencia. El poder ejecutivo se reforzó con la reforma de la policía, lo que dejó impotentes a los squadristas. Luego, el 18 de julio, Italia y Yugoslavia firmaron el tratado de Neptuno para definir sus fronteras en el área dálmata.
El 20 de octubre Mussolini nombró a Cesare Mori como prefecto de Palermo con poderes extraordinarios y competencia también en Sicilia para que pusiera freno al fenómeno mafioso en la isla. Mori, llamado el «prefecto de hierro», obtendrá significativos resultados contra el crimen organizado y su acción continuará durante todo el bienio 1926-1927. Sin embargo, bien pronto se descubrieron las relaciones de la mafia con algunos personajes del gobierno y con altos líderes del fascismo siciliano: Mori fue destituido de su cargo y nombrado senador el año 1929, para evitar mayor escándalo, mientras la propaganda fascista afirmaba que la mafia había sido derrotada.
Entre 1925 y 1926 se cancelan las leyes fascistísimas, inspiradas por el jurista Alfredo Rocco.
La ley del 26 de noviembre de 1925 (n. 2029) estipula que los cuerpos colectivos que actúan en Italia (asociaciones, institutos, entes) están obligados, tras requerimiento de la autoridad de seguridad pública, a declarar sus estatutos, sus actos constitutivos, sus reglamentos internos y, sobre todo, las listas de socios y dirigentes, bajo pena —en caso de omitir la declaración o hacerla de manera dolosa— de la disolución del cuerpo mismo, encarcelamientos a determinar y sanciones económicas por un mínimo de 2000 y un máximo de 30 000 liras. De esa manera el gobierno se hizo con un mapa claro del tipo y número de las asociaciones no gubernamentales presentes en el país, así como de sus integrantes, lo cual facilitó el control estatal sobre sus actividades, además de desalentar la formación de organizaciones encubiertas de opositores al régimen.
La ley del 24 de diciembre de 1925 (n. 2300), establece que todos los funcionarios públicos que rechacen jurar fidelidad al Estado italiano deben ser destituidos. Ese mismo día se aprueba el decreto 2263 que prevé que el título de «presidente del Consejo» cambie a «jefe de gobierno, primer ministro y secretario de Estado»; el «jefe de gobierno» es nombrado o revocado solo por el rey y es responsable solo ante él. Los ministros son responsables sea ante el rey sea ante Mussolini. La ley de prensa del 31 de diciembre de ese mismo año declara ilegales todos los periódicos que no tengan un responsable legal reconocido por el prefecto local. La ley del 31 de enero de 1926 (n. 100) atribuye a Mussolini, en cuanto jefe de Gobierno, la facultad de dictar normas jurídicas sin aprobación parlamentaria previa.
Con la ley del 4 de febrero de 1926 (n. 237) se eliminan del ordenamiento municipal el consejo comunal y el alcalde; este último es sustituido por la figura del podestà, que ejercita las funciones del alcalde, de la junta y del consejo comunal y es nombrado mediante decreto real por el poder ejecutivo. El 3 de abril de 1926 es abolido el derecho de huelga y se establece que solo los sindicatos reconocidos por el Estado pueden firmar contratos colectivos; en tal contexto, el 8 de julio de 1926 queda constituido el Ministerio de las Corporaciones, cuya dirección queda en manos del mismo Mussolini.
Mientras tanto, Mussolini impone a Albania (gobernada por Ahmet Zogu) una forma no oficial de protectorado. Además, Italia se adhiere al Pacto de Locarno para garantizar las fronteras y la seguridad general. En abril, con un discurso pronunciado en Trípoli, Mussolini sugiere la idea de Mare Nostrum (sobre el poder de Italia en el mar Mediterráneo) y contrapone, por primera vez, el fascismo y la democracia. También revisa las fronteras de Libia controlando efectivamente Fezzan con guarniciones italianas.
El 3 de abril de 1926 se funda la Opera Nazionale Balilla (ONB), con el fin de «reorganizar la juventud desde el punto de vista moral y físico», así como para la educación espiritual y cultural y la instrucción premilitar, gimnástico-deportiva, profesional y técnica de los jóvenes italianos entre ocho y dieciocho años de edad. En 1927 todas las demás organizaciones juveniles son disueltas por decreto ley con excepción de la Juventud Católica Italiana. En 1937 este organismo será absorbido también por el régimen al quedar sustituido por la Gioventù Italiana del Littorio (GIL).
El 18 de agosto, Mussolini pronunció un discurso en Pésaro donde proclamó que para combatir la desvaloración de la moneda, el cambio lira italiana-libra esterlina se fijaría en la cuota 90, buscando una paridad: ese objetivo se logró aunque con dificultades para la economía de Italia.
El 5 de noviembre fueron disueltos todos los partidos fuera del PNF y se estableció que toda la prensa podía estar sujeta a censura. Se introdujeron leyes de confinamiento policial y la pena de muerte por atentados perpetrados u organizados para dañar a las máximas figuras del Estado y se instituyó el Tribunal especial para la seguridad del Estado. El 20 de diciembre el fascio littorio fue declarado símbolo del Estado.
El 15 de enero de 1927, Winston Churchill, entonces ministro de hacienda de Gran Bretaña, fue acogido en Roma por Mussolini. Mientras tanto, el fascismo lanzó la campaña para sostener el crecimiento demográfico: los varones solteros deben pagar un impuesto especial, para los matrimonios el Estado regala un premio en dinero y se establecen préstamos, agilización de trámites económicos (incluso en el campo de la educación de los hijos) y exenciones de impuestos para las familias numerosas (premios de natalidad).
Se instituyen en 1927 los Grupos Universitarios Fascistas (GUF) para la formación de la futura clase dirigente. Ese mismo año se fundó el Comité Olímpico Nacional Italiano (CONI) con la finalidad de mejorar la competitividad deportiva italiana en el ámbito internacional pues la gestión de las actividades deportivas antes había quedado en manos privadas. El 21 de abril el Gran Consejo aprobó la Carta del Lavoro para reformar la economía italiana en dirección al corporativismo.
El 5 de junio, al hablar al Senado, Mussolini afirmó la línea del revisionismo en política externa, declarando que los tratados estipulados después de la Primera Guerra Mundial eran válidos, pero no se podían considerar «eternos e inmutables». Con la ley del 9 de diciembre de 1928, n. 2693, se instituye el Gran Consejo del Fascismo, máximo órgano del PNF (que era presidido por Mussolini mismo) y que queda reconocido como órgano constitucional supremo del Estado, por encima del parlamento.
El 14 de marzo de 1928, Mussolini presentó a la Cámara una propuesta de ley de reforma (que luego fue aprobada) con la que propone la reducción a 400 del número de los diputados, que serían elegidos en un único colegio nacional; la confederación nacional de los sindicatos fascistas y las asociaciones culturales habilitadas por el régimen se ocuparían de presentar las candidaturas, poniendo fin a toda competencia política fuera del PNF. El 11 de febrero de 1929 Mussolini pone fin a la Cuestión Romana firmando ante el cardenal Pietro Gasparri los llamados Pactos Lateranenses, que fueron ratificados en la Cámara durante el mes de mayo.
Las elecciones políticas del 24 de marzo de 1929 para renovar la Cámara de diputados se plantean como un plebiscito: se vota «sí» o «no» para aprobar un «listón» de diputados decidido y propuesto por el Gran Consejo del Fascismo. La votación se desarrolló en un ambiente intimidatorio: la ficha con el «sí» es tricolor y en cambio la del «no» es blanca lo cual hace evidente el voto de cada individuo al momento de depositar su ficha en la caja electoral. La participación fue del 90 % de los italianos que podían votar y el «sí» obtuvo el 98,4 % de los votos.
A fines de 1929 Mussolini traslada la sede del gobierno desde el Palacio Chigi al Palacio Venecia. En junio de 1930 publica para la Enciclopedia Treccani junto con Giovanni Gentile la voz «fascismo».
Las buenas relaciones entre el Vaticano y el Gobierno fascista tras los nuevos acuerdos firmados por ambas partes en 1931 culminaron, el 9 de enero de 1932, con la concesión por parte de Pío XI a Mussolini de la Orden de la Espuela de Oro (la segunda más alta condecoración del papado). La visita del Duce a la Santa Sede, donde fue recibido según el protocolo dado a los reyes, fue calificada como «una de las más importantes de los últimos tiempos».
Por iniciativa de Mussolini el 7 de junio de 1933 se firma en Roma el «Pacto de los Cuatro» entre Italia, Francia, Gran Bretaña y Alemania. Por medio de este tratado los firmantes asumen la responsabilidad de mantener la paz y reorganizar Europa respetando los principios y procedimientos previstos en el estatuto de la Sociedad de las Naciones.
Las elecciones del 25 de marzo de 1934 para la renovación de la Cámara de diputados se realizaron con el mismo sistema del «listón» usado en la votación anterior de 1929 y como plebiscito. Aumentó el número de participantes, se mantuvo la diferenciación de colores en las fichas electorales y los votos contrarios al régimen fueron del 0,15 %.
La ley del 22 de marzo de 1934 (n. 654) para la tutela de la maternidad de las trabajadoras y la ley del 26 de abril (n. 653) para la tutela del trabajo de la mujer y de los niños establecen el derecho a la conservación del puesto de trabajo para las embarazadas, un período de licencia antes y después del parto y permisos obligatorios para el período de lactancia (las empresas con más de 50 trabajadoras estaban obligadas a instalar un recinto para ello).
La ley del 24 de diciembre de 1934 (n. 2316) establece la creación de la ONMI, Opera Nazionale per la Protezione della Maternità e dell'Infanzia ('Obra Nacional para la Protección de la Maternidad y de la Infancia'). La institución podía financiar a otras que colaborasen en campos semejantes. En el año 1935 se instituyó el sábado fascista, como jornada de trabajo presuntamente voluntario por parte de los trabajadores.
El 14 y 15 de junio de 1935 Mussolini y Hitler se encontraron en Stra y en Venecia. Las conversaciones fueron sobre la cuestión austriaca (pues el canciller alemán buscaba la anexión de ese país). Sin embargo, las relaciones entre ambos dictadores quedaron tensas: el 25 de julio hubo un fallido golpe de Estado en Austria con el cual la Alemania nacionalsocialista buscaba proceder a la anexión del país —y que comportó la muerte del canciller austriaco Dollfuß—. Ante ello, Mussolini envía dos divisiones de infantería italiana a la frontera con Austria para defender su independencia. La situación se resolvió después de que Hitler desistió de su propósito y el 21 de agosto Mussolini se entrevistó con Kurt Alois von Schuschnigg, sucesor de Dollfuß, manifestando su oposición a todo intento del Tercer Reich de unir Austria con Alemania. El 6 de septiembre, en Bari, Mussolini se alineó ante la política nazi:

Treinta siglos de historia nos permiten mirar con soberana piedad a algunas doctrinas de más allá de los Alpes.

### El fascismo según Mussolini
Mussolini autorizó la publicación del libro «El espíritu de la Revolución Fascista», un compendio de sus discursos en orden cronológico y ordenados lógicamente. El libro constituye un manual de consulta para quien quiera conocer el pensamiento de Mussolini, y una guía práctica para comprender el sistema fascista. En esta obra, aborda su visión sobre el individuo, la religión, el sindicalismo y los valores del movimiento.
Sobre la libertad, Mussolini señalaba que «el fascismo quiere el Estado», ya que no cree en la convivencia social por fuera del Estado; e inmediatamente agrega «solo los anarquistas piensan que la sociedad humana tan torva, tan opaca, tan egoísta, pueda vivir en estado de absoluta libertad». Mussolini sostenía que una sociedad en la que los hombres se asocien libremente debía ser relegada al limbo de las utopías. En 1922, poco antes de tomar el poder, pronunció en un discurso que «esa es la estupidez del Estado liberal: dar la libertad a todos, incluso a aquellos que se sirven de ella para derrumbarlo. Nosotros no daremos esa libertad» anticipando el carácter represivo de sus futuras políticas. Sostenía que otorgar libertades políticas significaba «dar libertad a unos centenares de inconscientes, de fanáticos, de canallas, la libertad de arruinar a 40 millones de italianos» por lo cual se negaba enfáticamente a ceder cualquier tipo de libertad política. Mussolini se apoyó en los valores del orden y la disciplina en un discurso de 1923 cuando señaló que «la libertad no es un fin: es un medio; y como medio debe ser controlado y dominado». La libertad, según entendía Mussolini, solamente podía existir para quienes estuvieran a favor de su gobierno y sus leyes. Interpreta que «la verdad, manifiesta ya a los ojos de quien no los tenga vendados por el dogmatismo, es que tal vez los hombres estén hartos de la libertad; han hecho de ella una orgía» y agrega que «para la juventud intrépida, inquieta y áspera, hay otras palabras que ejercen una fascinación mucho mayor: orden, jerarquía y disciplina». Ese mismo año, rodeado de conflictos por el carácter represivo de su gobierno, se pregunta en un discurso «¿Pero qué es esta libertad? ¿existe la libertad? en el fondo se trata de una categoría filosófico-moral; existen libertades, ¡pero la libertad no ha existido nunca!». Mussolini repite en numerosos discursos la frase «[esa] libertad no la otorgaré jamás», dado que su filosofía, a lo largo de su vida, fue profundamente antiliberal.

Sobre el capitalismo, Mussolini sostenía que era un sistema de opresión y hambre que se encontraba, en sus propias palabras, finalizado y sin futuro. Este punto de vista refleja su pasado político en el socialismo. Mussolini defiende un sistema de producción capitalista, siempre y cuando este se encuentre supeditado y dominado directamente por el Estado, respondiendo a la voluntad política de la dictadura fascista. Durante su discurso en defensa de la Ley Rocco de 1926 a través de la cual suprimió los partidos y organizaciones sindicales, a excepción de las de carácter fascista, expresó:
Colaboración de las clases: otro punto fundamental del sindicalismo fascista. Capital y trabajo no son dos términos antagónicos, sino complementarios; ninguno puede prescindir del otro, por lo tanto deben entenderse y es posible que se entiendan.
Cierto que este Estado asume grandes deberes; pero en el discurso de la 'Scala' yo he declarado que en mi concepto, en la concepción del fascismo, todo está en el Estado, nada fuera del Estado y, sobre todo, nada contra el Estado. Hoy nosotros vamos a disciplinar todas las fuerzas de la industria, todas las fuerzas de la banca, todas las fuerzas del trabajo. 

Disciplinamos las fuerzas políticas, disciplinamos las fuerzas morales, disciplinamos las fuerzas económicas. Estamos, pues, en pleno Estado corporativo Fascista.
Mussolini veía próximo el fin del capitalismo, el cual sería reemplazado por el fascismo. Al respecto, señala en 1933 —luego de la grave crisis económica de 1929— que  la economía corporativa surge en el momento histórico determinado, «es decir, cuando los dos fenómenos concomitantes, capitalismo y socialismo, han dado ya de sí todo lo que podían dar». Rechazaba la teoría liberal del hombre económico, dado que para reunir los valores fascistas, un individuo debía ser un hombre integral, «político, económico, religioso, santo y guerrero». A raíz de los acontecimientos económicos de los años anteriores, sostenía que, dada la crisis general del capitalismo, el corporativismo se impondría alrededor del mundo en la medida en la que se dieran tres condiciones: «un partido único, para que al lado de la disciplina económica actúe también la disciplina política; el Estado totalitario que asume todas las esperanzas y todos los intereses de un pueblo; y vivir en un periodo histórico de altísima tensión».
Respecto al socialismo y al comunismo, Mussolini se opone violentamente a ambos, dado que constituyen una amenaza para la naturaleza nacionalista del fascismo. Al ser movimientos que responden a las órdenes de Moscú, Mussolini ve en ellos una dependencia política a una nación extranjera. Mussolini sostiene que el comunismo y el bolchevismo ruso es, hacia 1936, un «supercapitalismo de Estado».

## La guerra de Etiopía y el acercamiento a la Alemania nazi
¡Italia tiene finalmente su imperio!
De la constitución de la colonia del África Oriental Italiana

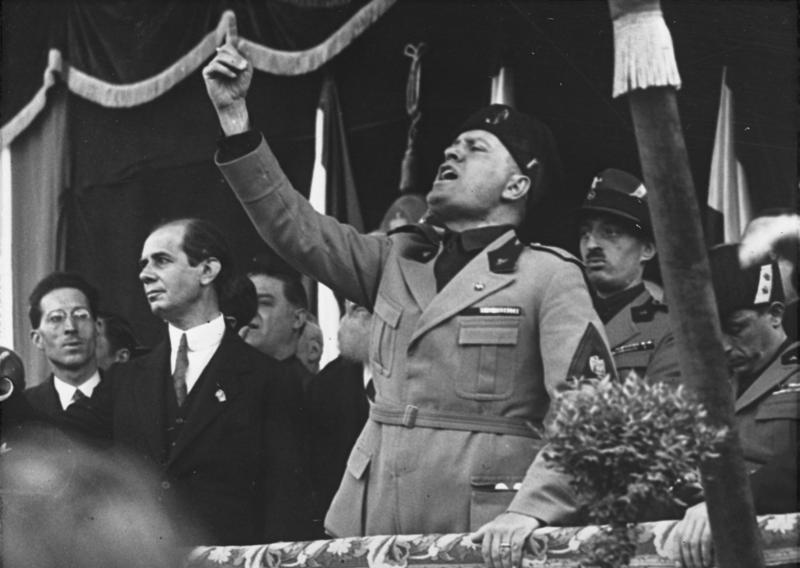
Discurso político de Mussolini en la tribuna de la plaza de Milán en mayo de 1930.

El 5 de diciembre de 1934 hubo un incidente en Ual Ual, localidad entre Somalia (italiana) y Etiopía: 1500 soldados etíopes atacaron un puesto militar italiano en la frontera. El contingente italiano era de 200 militares.
Mussolini exigió excusas oficiales y el pago de una indemnización por parte del gobierno etíope, tal como estaba establecido en un tratado firmado entre Italia y Etiopía en el año 1928. El Negus Haile Selassie acudió el 2 de enero de 1935 a la Sociedad de las Naciones. Este organismo intentó un arbitraje pero las relaciones ítalo-etíopes estaban ya comprometidas. Mussolini apeló al episodio para declarar la guerra. El problema se debía al deseo italiano de unir territorialmente Somalia y Eritrea mientras que los etíopes querían una salida al mar.
Entre el 4 y el 7 de enero de 1935 Mussolini negoció en Roma con el ministro de Relaciones Exteriores francés Pierre Laval: los dos firmaron acuerdos por los que Francia cedía a Italia parte de la Somalia francesa y reconocía la minoría italiana de Túnez (que había sido objeto de reivindicaciones por parte italiana) y aceptaba apoyar diplomáticamente a Italia en caso de una guerra con Etiopía. Laval pensaba que así podría estrechar los lazos con el régimen de Mussolini de manera que Francia e Italia pudieran firmar una alianza antialemana.
El 16 de enero Mussolini asumió la dirección del Ministerio de las Colonias. El 19 de enero la Sociedad de la Naciones reconoció la buena fe de Italia y Etiopía en el incidente de Ual Ual y decidió que el caso debía ser tratado entre las partes interesadas; sin embargo, el 17 de marzo los abisinios presentan otro recurso, apelándose al artículo XV de la organización.
En la conferencia de Stresa desarrollada entre el 11 y el 14 de abril, Italia, Gran Bretaña y Francia condenaron conjuntamente las violaciones del Tratado de Versalles cometidas por Alemania.
El 8 de junio en Cagliari, ante la hostilidad mostrada por Gran Bretaña, Mussolini reivindica el derecho de Italia a efectuar una política colonial propia. El 18 de septiembre, en un artículo publicado en The Morning Post garantizó que no perjudicaría los intereses franceses ni ingleses en África oriental.
El 2 de octubre declaró la guerra a Etiopía violando así el artículo XVI de la Sociedad de las Naciones:

Si un miembro de la liga recurre a la guerra, en contra de lo estipulado en los artículos XII, XIII y XV, será juzgado ipso facto como si hubiese cometido un acto de guerra contra todos los miembros de la sociedad, que aquí se comprometen a someterlo a una ruptura inmediata de todas las relaciones comerciales y financieras, a las prohibiciones de relaciones entre los ciudadanos propios y los de la nación que ha infringido el pacto, y a la abstención de cualquier relación financiera, comercial o personal entre los ciudadanos de la nación que ha violado el pacto y los ciudadanos de cualquier otro país, sea o no miembro de la Sociedad.

Mientras tanto, Mussolini inauguró en el Agro Pontino las nuevas ciudades de Guidonia y Pontinia.
El 18 de noviembre Italia es castigada con sanciones económicas impuestas por la Sociedad de Naciones, sanciones aprobadas por 52 estados con los votos contrarios de Austria, Hungría y Albania. El gobierno responde con la promoción de programas económicos autárquicos. Las sanciones resultan ineficaces, ya que numerosos países, aunque las votaron oficialmente, mantienen sus buenas relaciones con Italia y le siguen ofreciendo materias primas. La Alemania nazi es uno de ellos y la guerra de Etiopía representa el inicio del acercamiento entre Mussolini y Hitler.
En 1935, los catedráticos de la facultad de Derechos de la Universidad de Giessen y Gilbert Gidel, catedrático de la Universidad de París, proponen a Mussolini como candidato al Premio Nobel de la Paz. Ambas candidaturas son rechazadas por el comité correspondiente de la Fundación Nobel.

### Desarrollo del conflicto y crímenes de guerra

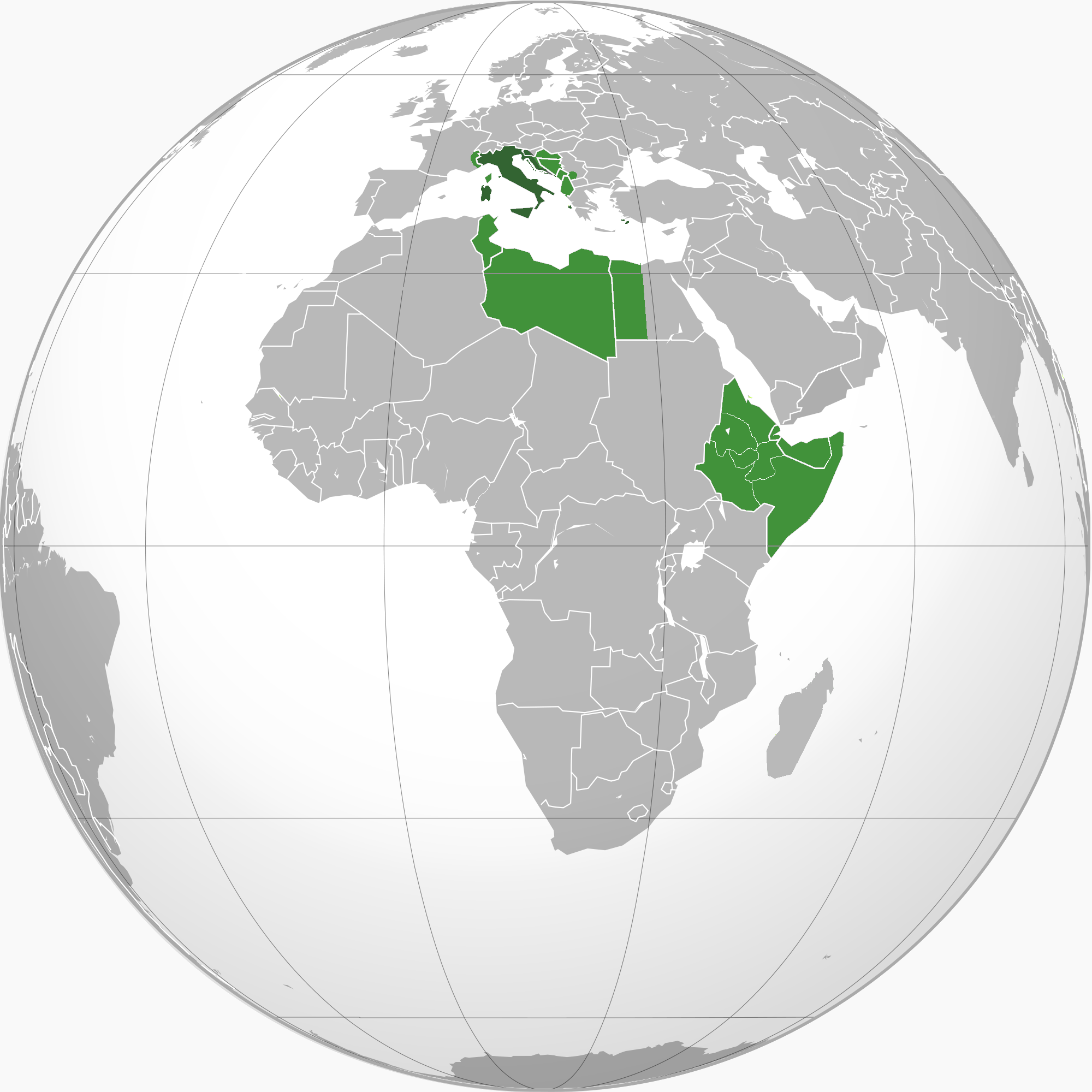
Mapa del imperio colonial italiano

Con el recuerdo de la terrible derrota sufrida en Adua por las tropas italianas y consciente de la fuerza y de los armamentos con que contaban los abisinios, Mussolini siguió personalmente la preparación y el desarrollo de las operaciones militares, que en solo siete meses conducirán a la aniquilación de las fuerzas armadas del último Estado independiente de África.
Para asegurarse una victoria rápida, Mussolini, tras examinar las solicitudes de los jefes militares, llegó a triplicar tanto el número de soldados como el armamento: en mayo de 1936 se encuentran en el teatro de operaciones casi medio millón de soldados, 492 tanques, 18 932 tanquetas y 350 aviones. El arsenal disponible incluye muchas armas químicas y bacteriológicas, prohibidas por la Convención de Ginebra y desembarcadas en secreto en Massaua.
Desde el inicio de los combates, el 3 de octubre, Mussolini tomó la dirección de las operaciones y envió casi cotidianamente órdenes telegráficas a sus generales (Rodolfo Graziani en el frente Sur, Emilio De Bono y luego Pietro Badoglio en el Norte), dictándoles lineamientos y órdenes operativas, incluyendo las de uso de armas químicas. Mussolini se reservó toda determinación en relación con la utilización de tales armas.
La primera orden que contempla el uso de armas químicas llega de Mussolini a Graziani el 27 de octubre de 1935, para preparar el asalto de Gorrahei. Sin embargo, bastaron seis toneladas de granadas convencionales para acabar con la resistencia de los defensores dos días después. Graziani solicitó después el uso de tales armas para operaciones defensivas (destinadas a detener los asaltos de los etíopes en Dolo, a fines de diciembre de 1935) y obtuvo el permiso inmediatamente.
En el mismo período, Badoglio recibió la orden de emplear bombarderos en el frente norte contra los abisinios, que habían pasado a la ofensiva en Sciré. La orden, ya en curso de ejecución, fue suspendida por motivos políticos en vista de una reunión de la Sociedad de las Naciones prevista en Ginebra para el 5 de enero. Sin embargo, Badoglio ignora la orden de suspensión y prosigue con los bombardeos químicos hasta el 7 y luego nuevamente el 12 y el 18 de enero.
El 19 de enero, Mussolini vuelve a autorizar la guerra total con estas palabras:

Autorizo a vuestra excelencia a emplear todos los medios de guerra, digo todos, tanto aéreos como terrestres. Máxima decisión.
Telegrama secreto de Mussolini a Badoglio

Los bombardeos químicos de artillería y aéreos prosiguen en el frente norte (hasta el 29 de marzo de 1936) como también en el sur (hasta el 27 de abril), llegando a emplear un total de 350 toneladas de armas químicas. En este contexto, a fines de enero, cuando no obstante el uso de tales medios el ejército italiano se encuentra en dificultades en el frente norte, Mussolini no duda en ordenar al general Badoglio que emplee armas bacteriológicas. Este expresa su contrariedad, recordando al Duce las reacciones internacionales que tal decisión podría provocar y el propio temor a las consecuencias incontrolables del uso de un arma jamás experimentada con anterioridad.
Este uso de armas químicas fue escondido a la opinión pública italiana y Mussolini ordenó que se desmintieran como animadas de sentimientos anti-italianos las pocas denuncias sobre su empleo que aparecieron en la prensa internacional. El crimen será negado durante mucho tiempo, incluso después del final del régimen y por testigos de la talla de Indro Montanelli, que queda así al margen del resto de la historiografía sobre el gobierno de Mussolini. Hay que esperar al 7 de febrero de 1996 para que sea reconocido oficialmente, cuando el entonces ministro de defensa, el general Domenico Corcione, admitió ante el Parlamento el uso de armas químicas por parte del Ejército italiano durante la guerra de Etiopía.
La conducción de una política de exterminio para con los etíopes no se limitó al empleo de armas químicas, sino que se desarrolló con otros instrumentos, como la orden de no respetar las señales de la Cruz Roja, lo cual llevó a la destrucción de al menos diecisiete hospitales de campo (entre ellos uno sueco), lo que causó el disgusto del Duce por los problemas políticos que podía causar) e instalaciones médicas abisinias, o el uso de tropas musulmanas contra las poblaciones cristiano-coptas de Etiopía que causaron diversas masacres. Los crímenes prosiguieron incluso tras el final de la guerra y hasta 1940 en relación con los rebeldes, contra la población y los monjes abisinios en los santuarios cristiano-coptos, que fueron asesinados a centenares en Debrà Libanòs y en otros lugares.

### La victoria en Etiopía, el apogeo de Mussolini y del fascismo
El 7 de mayo de 1936, Mussolini recibe de Víctor Manuel III la Gran Cruz de la Orden Militar de Saboya. El soberano, al entregarle la máxima condecoración militar del reino, reconoce el rol directo desarrollado por Mussolini:

Ministros de las fuerzas armadas, preparó, condujo y venció la más grande guerra colonial que la historia recuerde.

El 9 de mayo, desde el balcón del Palacio Venecia, anuncia el final de la guerra de Etiopía y proclama el renacimiento del imperio (el rey de Italia asume el título de emperador de Etiopía). La campaña abisinia representa el momento de máximo consenso del pueblo italiano hacia el fascismo. Mussolini establece que, al indicar la fecha en los documentos oficiales y en los periódicos, se deba escribir el año a partir del 28 de octubre de 1922 unido al de la fundación del imperio (por ejemplo, 1936 se indicaba como «año 1936, XIV de la era fascista, I del imperio»). El 4 de julio la Sociedad de las Naciones decreta terminada la aplicación del artículo XVI y las sanciones caducan el 15 del mismo mes (el único Estado que se opuso fue Sudáfrica); Mussolini obtuvo, por la guerra victoriosa, el título de mariscal de Italia (30 de marzo de 1938).
El 9 de junio confió a su yerno, Galeazzo Ciano, el Ministerio del Exterior. El 24 de julio firma un acuerdo con Hitler para enviar contingentes militares a España con el fin de sostener al general Francisco Franco durante la guerra civil española. El 1 de noviembre anuncia, por medio de un discurso, la creación del Eje Roma-Berlín (no se trata todavía de una alianza militar, pues ésta se estipulará con el Pacto de Acero). El 2 de enero de 1937 se firma un gentlemen's agreement entre Italia y Gran Bretaña, con el cual se definen los derechos de entrada, salida y tránsito en el Mediterráneo y se establece que se evitará la modificación del «statu quo relacionado con la soberanía nacional de los territorios del Bajo Mediterráneo», España incluida. Tal acuerdo fue confirmado por el Pacto de Pascua el 16 de abril de 1938.
El 20 de marzo, en el oasis de Bugara cerca de Trípoli, Mussolini recibe de manos del jefe bereber Iusuf Kerbisc, la «espada del islam», una espada dorada, símbolo de la aprobación de una parte de la sociedad libia hacia el régimen fascista. El 6 de noviembre Italia se unió al Pacto Antikomintern, que había sido firmado antes entre Alemania y Japón con fines antisoviéticos. El 11 de diciembre Mussolini anuncia la salida de Italia de la Sociedad de las Naciones. Con la mediación del Duce, ante la eventualidad de una posible guerra entre Gran Bretaña y Francia contra Alemania, se realiza la Conferencia de Múnich que legitima la política expansionista nazi en Checoslovaquia. El 19 de enero de 1939 la cámara de diputados es suprimida y sustituida por la Camera dei Fasci e delle Corporazioni. En abril, Mussolini ordenó la ocupación y anexión de Albania; Italia ya gozaba de una forma no oficial de protectorado.

### Las leyes raciales
A partir de 1938 el régimen fascista promulgó una serie de decretos conocida como leyes raciales, que introducían medidas discriminatorias y persecutorias en relación con los judíos italianos. Entre los diversos documentos y medidas legales que constituyen el corpus de tales leyes figura el Manifiesto de la raza, o más exactamente el Manifiesto de los científicos racistas, publicado por primera vez en forma anónima en el Giornale d'Italia el 15 de julio de 1938 con el título Il Fascismo e i problemi della razza (El fascismo y los problemas de la raza), y vuelto a publicar en el primer ejemplar de La difesa della razza (La defensa de la raza) el 5 de agosto de ese mismo año.
Al real decreto ley del 5 de septiembre de 1938 —que fijaba «Medidas para la defensa de la raza en la escuela fascista»— y el del 7 de septiembre —que fijaba «Medidas en relación con los hebreos extranjeros»— siguió una declaración sobre la raza emitida por el Gran Consejo del Fascismo; tal declaración fue adoptada luego por el Estado siempre con un real decreto ley del 17 de noviembre. La población judía en Italia era muy reducida en comparación con la existente en Alemania, Francia, o Europa Oriental, pero ello no impidió las teorizaciones racistas imitando el estilo nazi, llegando la prensa fascista al extremo de sostener la existencia de una «raza italiana»; pese a la discriminación oficial unos pocos judíos lograron «arianizarse» ante las autoridades fascistas, pues mediante vacíos legales pudieron evadir la discriminación algunos judíos veteranos de la Primera Guerra Mundial, veteranos de Etiopía, los que fueron antiguos fascistas, etc.
Entre 1943 y 1945, el gobierno de la República Social Italiana se hizo cómplice en la deportación a los campos de concentración nazis de numerosos judíos que aún vivían en la Italia ocupada por los alemanes. En territorio italiano, en la Risiera di San Sabba, cerca de Trieste, surgió un campo de recolección para el transporte de los judíos italianos a los campos de concentración alemanes. En aquel campo se asesinó también a algunas personas y se instaló un horno crematorio.

## Papel en la Segunda Guerra Mundial

### De la «no beligerancia» a la «guerra paralela»

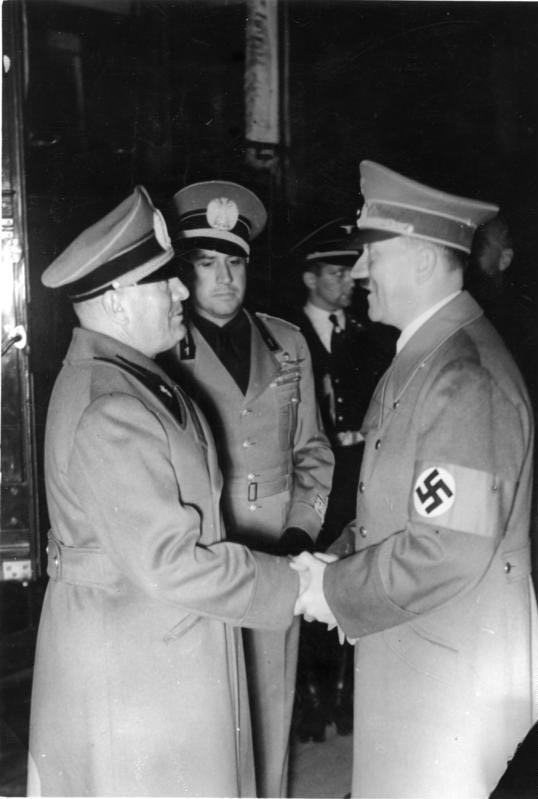
Benito Mussolini estrechando lazos de amistad con Adolf Hitler al formar una alianza para el conflicto.

El 22 de mayo de 1939 Galeazzo Ciano, ministro del Exterior italiano, firma el Pacto de Acero con Alemania, que muestra oficialmente el nacimiento de una alianza vinculante ítalo-alemana. Cuando la Segunda Guerra Mundial se acercaba, Mussolini anunció su intención de anexionar Malta, Córcega y Túnez. Habló de la creación de un «Nuevo Imperio Romano», que se extendiera desde el este de Palestina hasta el sur a través de Libia y Egipto y hasta Kenia.
El 30 de mayo, Mussolini encargó al general Ugo Cavallero que enviase a Hitler un escrito, en el que afirmaba que la guerra era inevitable, pero que Italia no estaría lista para afrontarla antes de tres años. Los italianos no entendían la gravedad de la situación hasta que, en la Conferencia de Salzburgo de agosto de 1939, los alemanes afirmaron su decisión de resolver sus diferencias con Polonia mediante las armas. Los alemanes afirmaban que sería un conflicto limitado, mientras que los italianos estaban convencidos de que desencadenaría una guerra mundial. Propusieron resolver la discordia en una conferencia internacional similar a la de Múnich del año anterior, a lo que los alemanes se negaron. Durante el resto de agosto, Mussolini reiteró la imposibilidad de que su país entrara en guerra y su deseo de permanecer neutral en caso de que estallase.
No obstante, a pesar de los mensajes tranquilizadores del alto mando alemán, el Ejército alemán invadió Polonia el 1 de septiembre, determinando así el inicio del conflicto. Mussolini ordenó una movilización parcial que resultó un caos porque las fuerzas armadas carecían de las instalaciones y equipamientos necesarios para acoger a los reservistas. A raíz de ello, Mussolini despidió a parte del alto mando del Ejército y optó por declararse «no beligerante», evitando entrar en guerra al lado de Alemania.
Los objetivos políticos de Mussolini (la desaparición de la flota británica del Mediterráneo, la extensión de la influencia italiana en los Balcanes, la recuperación de Niza y Córcega de Francia y la adquisición de Túnez y la Somalia francesa) no requerían de la guerra para su consecución y se podían lograr más sencillamente mediante un acuerdo internacional parecido a la Conferencia de Stresa de 1935. Su objetivo era un equilibrio político en Europa en el que Italia desempeñase el papel central. Una guerra total no favorecía estos objetivos y el país no estaba preparado ni militar ni económicamente para ella. Cualquier resultado era, además, perjudicial para el régimen italiano: una victoria alemana lo convertiría en un Estado títere de Hitler, mientras que la aliada acabaría con el sistema fascista. El mismo estallido de la guerra había perjudicado ya la situación italiana: el abastecimiento crucial de carbón alemán, que se realizaba fundamentalmente por barco desde el puerto neerlandés de Róterdam, se resentía por el bloqueo británico.
Durante los nueve meses siguientes al estallido de la guerra entre Alemania y los aliados, Italia no realizó ni los preparativos bélicos más básicos. El alto mando italiano no elaboró planes estratégicos, Mussolini rechazó el apoyo militar alemán y dejó pasar oportunidades como la toma de la por entonces desguarnecida isla de Malta.
El 10 de marzo de 1940, Mussolini acogió en Roma al ministro de Asuntos Exteriores alemán, Joachim von Ribbentrop, y siete días después a Hitler en el Brennero; recibió de ambos fuertes presiones para entrar en guerra al lado de Alemania. El 16, 22, 24 y 26 de abril recibió otros mensajes de Churchill, Paul Reynaud, Pío XII y Roosevelt, en los que se le solicitaba que se mantuviese neutral. Mussolini dudaba entre ambos bandos, esperando ver hacia dónde se inclinaba la suerte de la guerra.
Ante los extraordinarios e inesperados éxitos de los alemanes entre abril y mayo de 1940, Mussolini consideró que la guerra estaba ya decidida a favor de la Alemania nazi y el 10 de junio, mediante un histórico discurso que congregó a una multitud en la plaza Venecia de Roma, anunciaba la declaración de guerra a Francia y el Reino Unido. Sus objetivos seguían inmutables, pero creía llegado el momento de cambiar de táctica: pensaba que la intervención italiana debilitaría definitivamente a los británicos en el Mediterráneo, obligándolos a solicitar la paz y, a la vez, su beligerancia atemperaría las exigencias alemanas, logrando así el ansiado equilibrio. Su decisión fue personal y no contó con la aprobación de los círculos de poder en Italia, que la consideraban equivocada.
En el frente con Francia, las tropas italianas tomaron inicialmente una actitud defensiva, ya fuera por falta de una artillería adecuada o por renuencia a atacar a sus vecinos. Por ello, los primeros en tomar la iniciativa fueron los aliados: aviones británicos que partían de aeropuertos franceses bombardearon Turín la noche del 11 al 12 de junio. A esta agresión, los italianos responden bombardeando las bases militares de Hyères y Tolón. El 14, la zona industrial de Génova fue bombardeada. El ejército italiano recibió orden de pasar a la ofensiva, programada para el 18 del mismo mes. En esta breve campaña, el ejército italiano tuvo 1247 bajas (muertos o desaparecidos), mientras que el Ejército francés apenas tuvo algo más de 200 víctimas mortales.
El 22 de junio Francia firmó el armisticio con Alemania. El 18, Mussolini participó en una reunión en Múnich, Baviera, con Hitler para discutir la inesperada rendición: las condiciones de paz solicitadas por el Duce fueron atendidas solo parcialmente, ya que Hitler temía debilitar al nuevo Gobierno del mariscal Pétain. La esperanza de que el Reino Unido solicitase la paz tampoco se cumplió. El 24 de junio, Francia firmó el armisticio con Italia, en el que aceptó, además de la ocupación de algunas zonas, la cesión de una parte de territorio francés limítrofe y la desmilitarización de una franja de cincuenta millas a lo largo del confín ítalo-galo y libio-tunecino. Ante la noticia de un inminente desembarco en el Reino Unido de los alemanes, Italo Balbo, gobernador de Libia, recibió orden de avanzar a Egipto, en ese tiempo protectorado británico. Pero el 28, mientras sobrevolaba Tobruk que era bombardeada por los británicos, el avión en que iba fue abatido por las baterías antiaéreas italianas.
El 3 de agosto de 1940, Mussolini ordenó a sus fuerzas destacadas en el este de África que atacaran al Ejército británico en el Sudán, Kenia, y la Somalilandia británica. Después de algunos éxitos iniciales, que permitieron a los italianos hacerse con la Somalilandia británica y avanzar un poco en el Sudán y Kenia, detuvieron la marcha y comenzaron a fortificar sus posiciones. El 13 de septiembre de 1940, las fuerzas italianas en Libia atacaron a las británicas en Egipto. Tras los tres primeros días de éxito, los italianos tuvieron que detener su avance en Egipto a la espera de suministros. Esto permitió que sus adversarios se recuperasen.
Las iniciales victorias parciales resultaron efímeras, ya que la guerra se prolongaba más allá de lo previsto, revelando así la falta de preparación, la desorganización y las deficiencias del ejército italiano. En África, desde diciembre de 1940 los ingleses comenzaron una vigorosa contraofensiva que les llevará a conquistar toda el África Oriental italiana para junio de 1941. Las últimas tropas italianas se rendirán en Gondar el 21 de noviembre. La superioridad numérica y tecnológica de los británicos y la progresiva pérdida de la iniciativa de la Marina italiana condujeron a la derrota italiana.

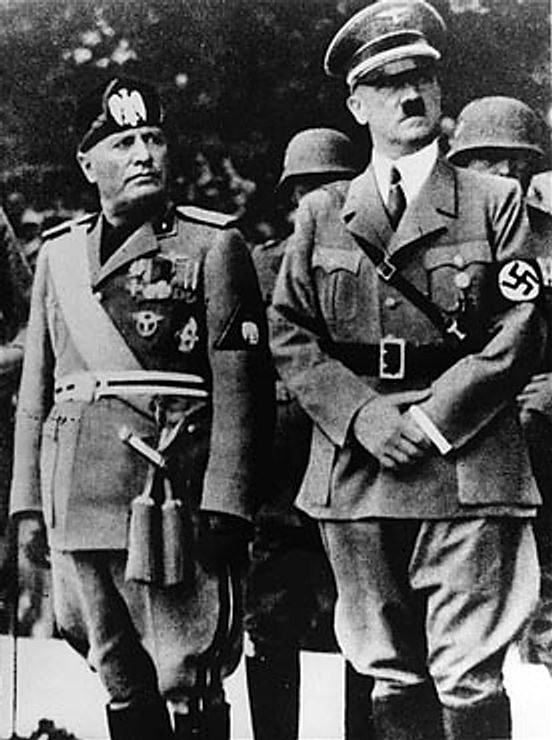
Mussolini con el dictador alemán Adolf Hitler, reuniendo sus tropas en Yugoslavia durante la Segunda Guerra Mundial.

Tras ellos, los encuentros entre las dos marinas enemigas se limitaron, por parte italiana, a la guerra submarina, a la protección de las rutas de aprovisionamiento entre Sicilia y Libia, a esporádicos intentos de interceptar algún convoy británico entre Gibraltar y Alejandría y a operaciones temerarias realizadas por comandos. El control del Mediterráneo permaneció en manos británicas. El 27 de septiembre de 1940, Italia, Alemania y Japón se unen en el Pacto Tripartito, al que se adherirán —durante la guerra— Hungría, Rumania, Eslovaquia, Bulgaria y Yugoslavia.
El 19 de octubre Mussolini envía una carta a Hitler en la que le comunica su intención de atacar Grecia. La respuesta no se hace esperar, buscando disuadir al Duce, pero este responde diciendo que ya habían iniciado los ataques. El 25 de octubre de 1940, Mussolini envió un contingente expedicionario de la Regia Aeronautica a Bélgica, con el fin de tomar parte en la batalla de Inglaterra. La flota mixta italiana de cazas y bombarderos tuvo un éxito limitado, por lo cual fue retirada a principios de 1941.
La invasión de Grecia terminó en desastre: el invierno y el territorio montañoso obstaculizaron cualquier intento de avance, ya que el equipo militar italiano era completamente inadecuado. El ejército griego —reforzado por más de 70 000 militares británicos— se mostró más aguerrido y organizado de lo previsto, siendo determinante el apoyo aéreo y marítimo británico. Así, el Ejército italiano tuvo que replegarse a territorio albanés y desde ahí detener la contraofensiva griega. La previsión italiana era la de una campaña corta y una rápida capitulación griega, pues el Ejército no estaba preparado para una guerra larga. La inesperada resistencia griega estuvo a punto de hacerle perder el control de Albania y supuso la humillación de Mussolini ante Hitler, al que llegó a solicitar ayuda para estabilizar el frente.
En enero de 1941 Hitler prometió a Mussolini el envío de tropas alemanas, tanto en apoyo de la guerra contra Grecia como también en África del Norte. Este hecho marca el fin de la guerra paralela y la progresiva dependencia del Ejército italiano de Alemania. Tras sofocar un golpe de Estado organizado por los británicos en Yugoslavia, el Ejército italiano reinició la campaña de Grecia. El 21 de abril, Grecia se rinde ante Alemania. Tras la protesta de Mussolini, Hitler mandó repetir el acto de rendición y la firma del armisticio ante autoridades italianas (el 23 del mismo mes). El 12 de diciembre, Italia declara la guerra a los Estados Unidos.

### La inversión de tendencia en la guerra

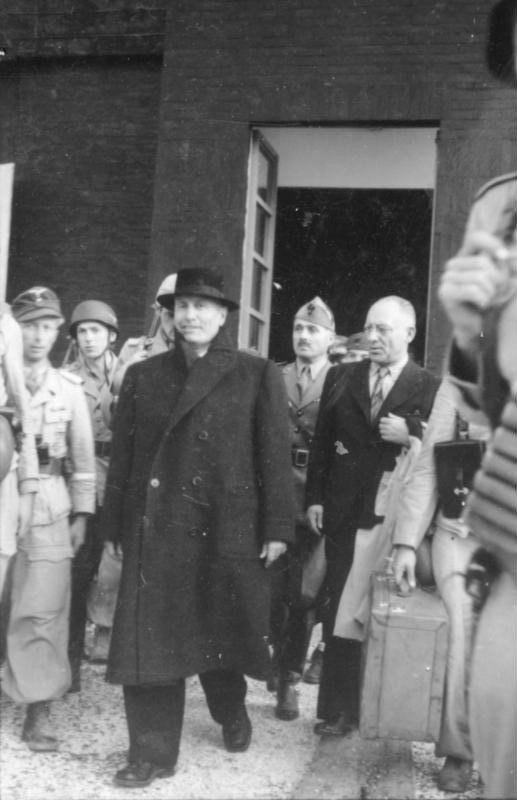
Mussolini es rescatado por comandos de paracaidistas por órdenes de Hitler.

A partir del 15 de febrero de 1942 numerosos refuerzos italianos llegan a la Unión Soviética para apoyar el avance alemán. Participan activamente en la campaña de Stalingrado pero dejando ver los problemas de equipo que sufren durante toda la guerra. Durante el año se produce el desastre en África del Norte, a pesar de las victorias acumuladas anteriormente por Rommel. En noviembre y diciembre de 1942 Mussolini, abatido y deprimido, se deja sustituir por Galeazzo Ciano en dos coloquios con Hitler. El 2 de diciembre, tras 18 meses de silencio y consciente de los problemas, habla nuevamente al pueblo italiano desde el Palazzo Venezia.
El 7 de abril de 1943, se encuentra con Hitler en Klessheim y propone un armisticio con los soviéticos para poder concentrar todas sus fuerzas en otros frentes. El líder alemán rechaza la propuesta. El 9 de julio los anglo-americanos desembarcan en Sicilia y conquistan toda la isla el 17 de agosto. El 16 de julio, un grupo de jerarcas guiado por Dino Grandi solicita la reunión del Gran Consejo del Fascismo, que no había sido convocado desde 1939.

### El arresto
El 19 de julio el Duce mantiene una última conversación con Hitler en Feltre. Durante el encuentro, Roma fue bombardeada por los aliados. El 24 de julio se reúne el Gran Consejo Fascista. Se solicita la destitución de Mussolini de todos sus cargos de gobierno. La votación, aunque significativa, no tenía de iure ningún valor, ya que por ley el primer ministro era responsable de sus actos solo ante el rey, que era el único que podía destituirlo.
Mussolini, tras pasar a su oficina en el Palazzo Venezia como hacía normalmente, solicitó al rey anticipar su conversación semanal prevista para el día siguiente. Víctor Manuel III lo recibe a las 5 de la tarde y le comunica su sustitución por Pietro Badoglio y le garantiza su inmunidad. Sin embargo, el Duce no sabía de las intenciones del monarca, que le había puesto escolta y había hecho rodear el edificio de gobierno por 200 carabineros. Los carabineros condujeron a Mussolini en un coche ambulancia de la Cruz Roja, sin especificarle el destino y asegurándole que lo hacían por su propia seguridad. 
En realidad, Víctor Manuel III había mandado arrestar a Mussolini con el fin de salvar su propia dinastía, que peligraba al estar demasiado comprometida con el fascismo. El anuncio de un armisticio con los aliados, firmado el 8 de septiembre, sumerge al país en una guerra civil. El rey y su familia, Badoglio y sus principales colaboradores huyen a Apulia poniéndose bajo la protección de los aliados. Forman gobierno y declaran la guerra a Alemania el 13 de octubre. Mientras tanto las fuerzas de la Wehrmacht entran masivamente en Italia y contactan con las divisiones alemanas ya estacionadas allí. Juntas toman el control de las principales ciudades en pocos días y desarman a las tropas italianas, hallando poca resistencia.
Mussolini fue trasladado a la isla La Maddalena frente al litoral toscano y luego al Hotel Campo Imperatore en los Apeninos del Gran Sasso, donde intentó cortarse las venas para evitar ser entregado con vida a los Aliados. No obstante, el 12 de septiembre fue liberado por un comando alemán de paracaidistas dirigido por el mayor Harald Mors y el teniente von Berlepsch, aunque la propaganda alemana se encargaría de atribuir todo el mérito de la operación, originalmente ideada por el general Kurt Student, al capitán de las SS Otto Skorzeny. Poco después, Mussolini sería trasladado a Alemania, donde se encontraba Hitler. Este lo invita a formar una república fascista en las zonas de Italia aún ocupadas por los alemanes y con el apoyo militar de la Wehrmacht. El 18 de septiembre, Mussolini anuncia por radio la reconstitución del partido fascista, con la nueva denominación de Partido Fascista Republicano.

Todo fue vertiginoso. Entre la llegada del primer planeador y la entrada en la habitación, no habrían pasado ni cuatro minutos.
Mussolini, sobre su liberación por Skorzeny en 1943.

Vuelve a Italia el 23 de septiembre y constituye un nuevo gobierno, cuyos integrantes ya habían sido designados por los alemanes, y que recién se reúne por primera vez el 27 de septiembre en Rocca delle Carminate.

### La República Social Italiana

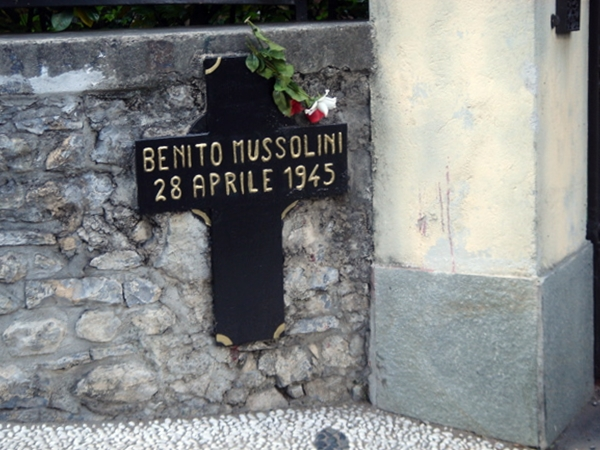
Cruz que marca el lugar donde Mussolini fue fusilado.

En realidad la nueva «república» era un gobierno títere del Tercer Reich, ya que el poder real de Mussolini era muy escaso frente a las autoridades militares alemanas. Inicialmente Mussolini pretende volver a dirigir el Gobierno desde Roma, pero los alemanes lo impiden y el 27 de septiembre el Gobierno se instala en la localidad alpina de Saló, sobre el lago de Garda; de ahí su nombre de «República de Salò». El 14 de noviembre se celebró en Verona la primera asamblea nacional del Partido Fascista Republicano. Se redactó el Manifiesto de Verona, con el programa de gobierno que pretendía la socialización fascista y una serie de medidas socialistas de imposible aplicación real. Mussolini anuncia que al final de la guerra se convocaría una asamblea constituyente para la redacción de una Constitución de la República.
Entre el 8 y el 10 de enero de 1944 se llevó a cabo el llamado Proceso de Verona, en el cual fueron juzgados por traición los jerarcas que se habían opuesto a Mussolini. Entre estos fue condenado a muerte el yerno del Duce, Galeazzo Ciano. El 21 de abril, el Duce se encuentra con Hitler en Klessheim y el 15 de julio se traslada a Alemania para pasar revista a las cuatro divisiones italianas que los oficiales de la Wehrmacht han estado entrenando. El 20 de julio se encuentra con Hitler por última vez, pocas horas después del atentado del 20 de julio de 1944.
Mussolini se trasladó nuevamente a Saló, donde vivía protegido permanentemente por guardias de la SS y con poco contacto con otros jerarcas. No obstante, logró acudir a Milán, donde el 16 de diciembre de 1944, en un acto celebrado en el Teatro Lírico, pronunció su último discurso público, a veces mencionado como «discurso de la rebelión».

### La muerte de Mussolini

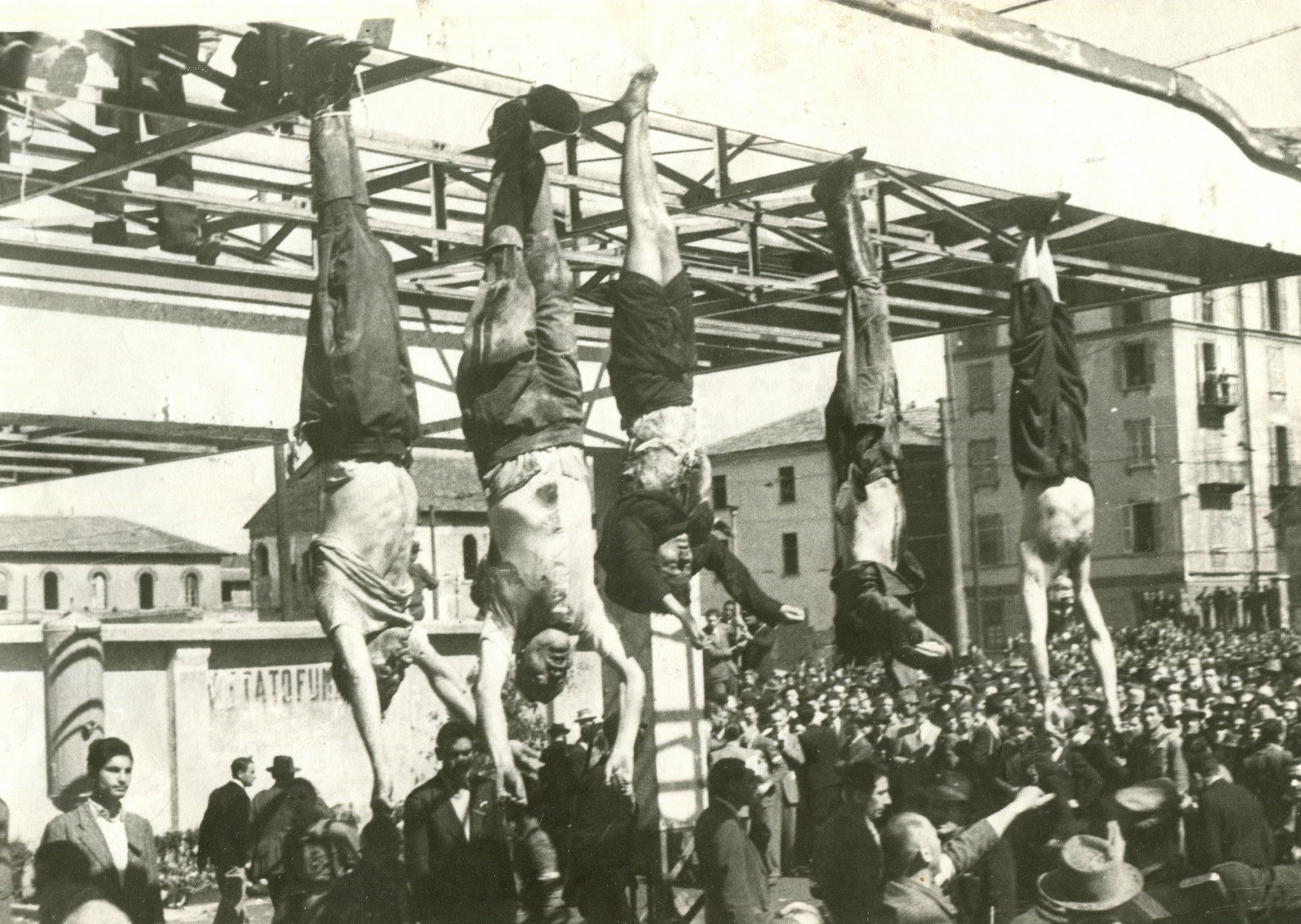
De Izquierda a Derecha, se puede observar los cuerpos sin vida del político excomunista Nicola Bombacci (1879-1945), del Duce Benito Mussolini (1883-1945), de su fiel amante Clara Petacci (1912-1945), del ministro Alessandro Pavolini (1903-1945) y del reconocido político fascista Achille Starace (1889-1945), siendo exhibidos en la Plaza Loreto en la ciudad de Milán ubicada en el norte de Italia el 29 de abril de 1945.

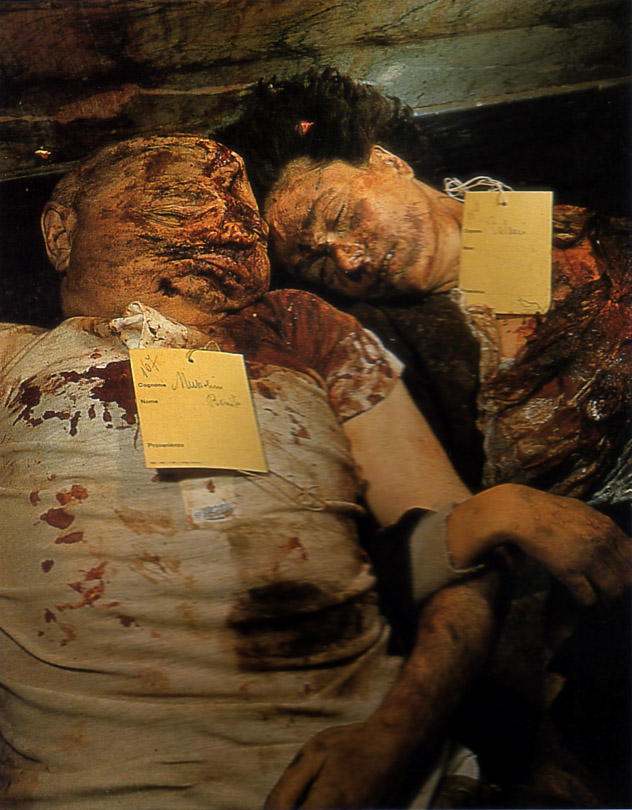
Los cuerpos de Mussolini y Clara Petacci en la morgue de Milán.

Al hacerse evidente la derrota alemana en la primavera de 1945, Mussolini no tenía claro qué camino debía seguir y dudaba entre retirarse a una última defensa desesperada en Trieste o en la Valtelina, o buscar refugio en Suiza; pero realmente no había planes concretos para ninguna de esas posibilidades. Finalmente, el 18 de abril se trasladó a Milán, donde se concertó una reunión con la resistencia que se debía celebrar a las tres de la tarde del 25 de abril en el palacio arzobispal, con la mediación del cardenal y arzobispo de Milán Ildefonso Schuster. Apenas hubo negociaciones porque pronto llegó la noticia de que el general de la Waffen-SS Karl Wolff había fijado el cese de la lucha para las cinco de la tarde. Aunque Mussolini afirmó que continuaría con las conversaciones, inmediatamente marchó hacia Como, donde la República de Saló se desmoronaba. Finalmente, decidió huir, hacia el norte y sin destino concreto, disfrazado de soldado en un convoy alemán al mando del teniente Schallmayer de la Luftwaffe. En Como se quedaron su esposa Rachele y sus hijos pequeños, aunque sí se llevó consigo a su amante Clara Petacci y a su hermano Marcello, que pretendían hacerse pasar por el cónsul español y esposa. También formaban parte de la columna otros líderes fascistas, como Alessandro Pavolini y Nicola Bombacci.
El convoy fue detectado cerca de la localidad de Dongo a las seis y media de la mañana del 27 de abril por un grupo de partisanos comunistas de la Brigada Garibaldi dirigidos por Urbano Lazzaro. Después de un primer intercambio de disparos, y ante la llegada de refuerzos guerrilleros, Schallmayer accedió a negociar. Los partisanos, que ya habían identificado al funcionario de la RSI Francesco Barracu, permitieron la retirada de los alemanes a cambio de la entrega de todos los italianos. Cerca de las siete de la tarde, cuando los partisanos revisaban la documentación de los miembros de la columna, uno de ellos, Giussepe Negri, reconoció a Mussolini y se lo comunicó a Lazzaro.
La misma noche del 27 al 28 de abril la noticia de la detención de Mussolini llegó a Milán y la hizo pública por radio Sandro Pertini, futuro presidente de la República y entonces dirigente del Comité de Liberación Nacional (CLN), a la vez que anunciaba la decisión del Comité de que Mussolini debía ser fusilado «como un perro rabioso».
La mañana del día 28 se reunió a Mussolini y a Clara Petacci en una casa campesina de Dongo y hasta allí llegó desde Milán un grupo de partisanos comunistas dirigidos por Walter Audisio, con orden de ejecutarlos. Aunque Mussolini creyó en un primer momento que Audisio venía a liberarlos, este los llevó en un Fiat 1100 hasta la aldea de Giulino di Mezzegra donde, junto a la vía XXIV Maggio, y ante las puertas de Villa Belmonte fueron fusilados a las 16:10.
Los cadáveres fueron trasladados en la tarde del mismo 28 de abril en un camión a Milán. En el trayecto no se permitió que nadie se acercara a los cuerpos, hasta que llegaron el día 29 a la Plaza Loreto de esa ciudad. Allí fueron sometidos a toda clase de ultrajes por la muchedumbre; el servicio de policía, compuesto por partisanos y bomberos, colgó luego los cadáveres cabeza abajo en una gasolinera de la plaza, algo que algunos autores consideran como simbólico por la forma en que los fascistas trataban a sus enemigos. Esto se hizo para confirmar públicamente su muerte, y como gesto de humillación y venganza partisana, ya que en ese mismo lugar se habían colgado meses atrás los cadáveres de quince partisanos antifascistas. El cadáver de Mussolini fue desfigurado a golpes a tal extremo que su rostro resultó casi irreconocible; algo menos ocurrió con Petacci. Aun muertos fueron objeto de burlas e incluso fueron colocados uno al lado del otro para ser fotografiados en la morgue. Horas más tarde, los líderes locales del CLN decidieron cesar la exhibición y retirar los cuerpos, que fueron colocados en cajones de madera con paja en su interior y retirados para sepultarse en tumbas anónimas.
Poco después del final de la guerra, el 22 de abril de 1946, los restos de Mussolini fueron robados del cementerio de Musocco por obra de un grupo de neofascistas autodenominados «SAM-Squadre d'Azione Mussolini» y capitaneados por Domenico Leccisi. El cuerpo de Mussolini estuvo desaparecido varios meses. Después de la restitución a la familia, su cadáver fue trasladado en 1957 a la capilla de Predappio. En la madrugada del 25 de diciembre de 1971 una potente bomba explotó en ella, causando graves daños, pero no afectó a las tumbas y en febrero de 1976 fueron robados varios objetos que estaban en el interior y que posteriormente fueron devueltos bajo secreto de confesión.
El 29 de abril de 1945 se informó a Adolf Hitler de la muerte de Mussolini, aunque no está claro si se le transmitieron los detalles de lo sucedido con su cadáver y el de Clara Petacci. En cualquier caso ya había tomado la decisión de que los soviéticos no iban a capturarlo y tampoco iban a hacerse con su cadáver, por lo que ordenó que el suyo y el de Eva Braun fuesen quemados después de su suicidio. Diversas fuentes han alentado la leyenda de que la suerte de Mussolini influyó en Hitler; por ejemplo se atribuyó a Göring una conversación durante los Juicios de Núremberg en la que afirmaba que él y Hitler habían visto las fotografías de Mussolini colgado boca abajo, cuando Göring había estado por última vez con Hitler ocho días después del cumpleaños de este, el día que sucedió la muerte de Mussolini.

## Creencias
Mussolini fue criado por una madre católica devota y un padre anticlerical. Su madre, Rosa, lo hizo bautizar en el catolicismo y llevaba a sus hijos a misa todos los domingos. Su padre nunca asistió. Mussolini consideró su tiempo en un internado religioso como un castigo, comparó la experiencia con el infierno y "una vez se negó a ir a la misa de la mañana y tuvo que ser arrastrado allí por la fuerza".
Mussolini se volvió anticlerical como su padre. Cuando era joven, "se proclamó ateo y varias veces trató de escandalizar a la audiencia pidiéndole a Dios que lo matara". Creía que la ciencia había demostrado que Dios no existe, y que el Jesús histórico era ignorante y loco. Consideraba la religión una enfermedad de la psiquis y acusaba al cristianismo de promover la resignación y la cobardía.
Mussolini fue un admirador de Friedrich Nietzsche. Según Denis Mack Smith, "En Nietzsche encontró justificación para su cruzada contra las virtudes cristianas de la humildad, la resignación, la caridad y la bondad". Valoraba el concepto de Nietzsche del superhombre, "El egoísta supremo que desafiaba tanto a Dios como a las masas, que despreciaba el igualitarismo y la democracia, que creía en los más débiles yendo contra la pared y empujándolos si no iban rápido suficiente." En su 60 cumpleaños, Mussolini recibió un regalo de Hitler de veinticuatro conjunto de volúmenes de las obras de Nietzsche.
Mussolini hizo ataques virulentos contra el cristianismo y la Iglesia católica, que acompañó con comentarios provocativos sobre la hostia consagrada y sobre una historia de amor entre Cristo y María Magdalena. Denunció a los socialistas que eran tolerantes con la religión, o que hicieron bautizar a sus hijos, y pidió que los socialistas que aceptaran el matrimonio religioso fueran expulsados del partido. Denunció a la Iglesia Católica por "su autoritarismo y negativa a permitir la libertad de pensamiento...". El periódico de Mussolini, La Lotta di Classe, supuestamente tenía una postura editorial anticristiana.
La viuda de Mussolini, Rachele, declaró que su marido "fue básicamente ateo hasta el final de su vida".
Por contra, el sacerdote y teólogo Ennio Innocenti, en su monografía La conversione religiosa di Benito Mussolini, sostiene que en sus últimos años el dictador italiano sí experimentó un proceso de sincera conversión religiosa al catolicismo. Según dicho autor, la recuperación de la fe de Mussolini habría sido «fruto de una larga preparación, con altibajos, cuyas raíces se pueden identificar en la educación religiosa que tuvo en su casa durante la infancia», a pesar del discurso y las actitudes anticlericales de su juventud.
La profesora Elsa Omodei ha dejado constancia del contenido de dos entrevistas con Mussolini, ocurridas el 28 de enero y el 15 de marzo de 1944, en las cuales este disertó ampliamente acerca de la existencia de Dios (la cual defendió, apoyándose en las cinco vías de Santo Tomás) y la inmortalidad del alma. Mussolini habría mostrado amplios conocimientos de filosofía clásica (especialmente de Platón, del cual era gran lector) y medieval durante la conversación, negó —con aparente sinceridad, según la propia Omodei— que su fe fuese fingida y habló largamente sobre la existencia y la misericordia infinita de Dios. El sacerdote e historiador Franco Molinari presenta la siguiente semblanza de Mussolini: «en algunos encuentros, parecía un sacerdote o un maestro de catecismo. Incluso interrumpía los debates sobre asuntos de gobierno con sus ministros o con los alemanes para hablar de filosofía, de historia o de religión».
En la última fase de la República Social Italiana (1943-1945), entabló gran amistad con el padre Eusebio, un religioso franciscano de nombre Sigfrido Zappaterreni, quien ejerció de consejero espiritual y confesor de Mussolini (este incluso habría proyectado que fuese su capellán doméstico, con el fin de prepararse «para el encuentro final con Dios»). Zappaterreni no dudó de la efectiva conversión religiosa de Mussolini. Este le habría relatado el 30 de octubre de 1944 que siempre había creído en Dios, en la inmortalidad y en la sanción eterna de las buenas y malas acciones, y el 21 de diciembre se declaraba convencido del carácter divino del catolicismo. Mussolini, según el padre Eusebio, rezaba asiduamente, y recibió el sacramento de la confesión, por postrera vez, el 5 de marzo de 1945. En su última carta al padre Eusebio, en abril de 1945 (poco antes de su muerte), Mussolini escribió: «me dispongo a cargar con la nueva cruz en el Calvario de la Valtellina».

### Pactos de Letrán
A pesar de su anticlericalismo, Mussolini trató de ganarse el apoyo popular apaciguando a la mayoría católica en Italia. En 1924, Mussolini vio que a tres de sus hijos se les daba la comunión. En 1925, hizo que un sacerdote realizara una ceremonia de matrimonio religioso para él y su esposa Rachele, con quien se había casado en una ceremonia civil diez años antes. El 11 de febrero de 1929, firmó un concordato y un tratado con la Santa Sede. Bajo el Pacto de Letrán, la Ciudad del Vaticano obtuvo la independencia de Italia y fue colocada bajo la ley de la Iglesia, en lugar de la ley italiana, y la religión católica fue reconocida como la religión estatal de Italia. La Iglesia también recuperó la autoridad sobre el matrimonio, se introdujo la enseñanza del catolicismo en las escuelas y las universidades, se prohibieron el control de la natalidad y la masonería, y el clero recibió subsidios del estado y quedó exento de impuestos. El Papa Pío XI elogió a Mussolini, y el periódico católico oficial declaró: «Italia ha sido devuelta a Dios y Dios a Italia».
Después de esta conciliación, afirmó que la Iglesia estaba subordinada al Estado y «se refirió al catolicismo como, en su origen, una secta menor que se había extendido más allá de Palestina solo porque se injertó en la organización del imperio romano». Después del concordato, «confiscó más números de periódicos católicos en los siguientes tres meses que en los siete años anteriores». Según los informes, Mussolini estuvo a punto de ser excomulgado de la Iglesia católica en esta época.
Mussolini se reconcilió públicamente con el papa Pío XI en 1932, pero «se cuidó de excluir de los periódicos cualquier fotografía de sí mismo arrodillado o mostrando deferencia al Papa». Quería persuadir a los católicos de que «fascismo era católico y él mismo un creyente que pasaba parte de cada día en oración...» El Papa comenzó refiriéndose a Mussolini como «un hombre enviado por la Providencia». A pesar de los esfuerzos de Mussolini por parecer piadoso, por orden de su partido, los pronombres que se referían a él «tenían que escribirse con mayúscula como los que se refieren a Dios». 
En 1938 Mussolini comenzó a reafirmar su anticlericalismo. A veces se refería a sí mismo como un «absolutamente incrédulo», y una vez le dijo a su gabinete que «el islam era quizás una religión más efectiva que el cristianismo» y que el «papado [era] un tumor maligno en el cuerpo de Italia y debe "ser erradicado de una vez por todas"», porque no había lugar en Roma ni para el Papa ni para él mismo. Se retractó públicamente de estas declaraciones anticlericales, pero continuó haciendo declaraciones similares en privado.

## Legado

### Familia

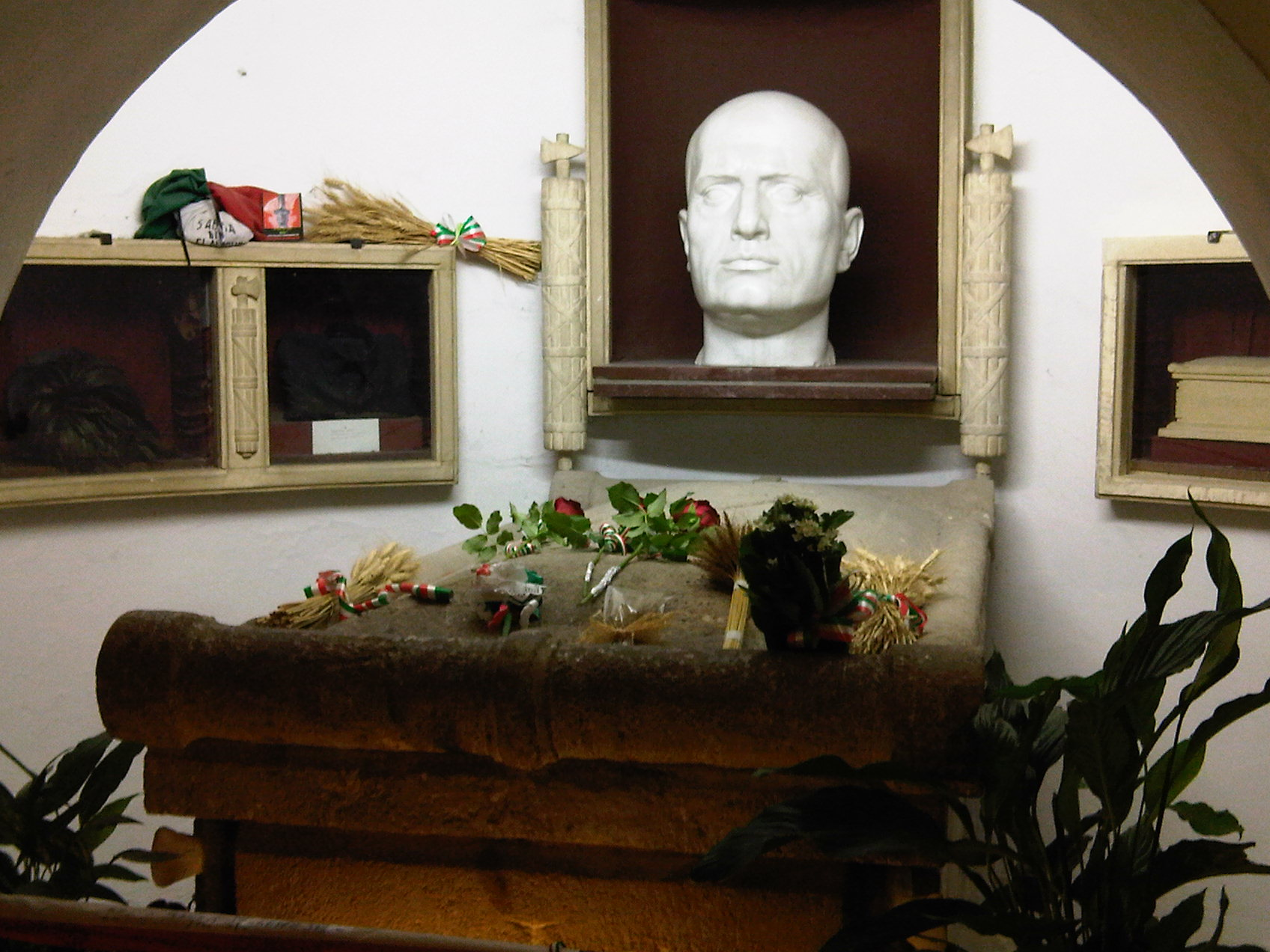
Tumba de Mussolini en la cripta familiar, en el cementerio de Predappio

A Mussolini le sobrevivieron su esposa, Rachele Mussolini, dos hijos, Vittorio y Romano Mussolini, y sus hijas Edda (la viuda del conde Ciano) y Anna Maria. Un tercer hijo, Bruno, murió en un accidente aéreo mientras volaba un bombardero Piaggio P.108 en una misión de prueba, el 7 de agosto de 1941.
Alessandra Mussolini, nieta de Mussolini, es políticamente activa en los círculos de derecha italianos. Ha sido miembro del Parlamento Europeo por el movimiento de extrema derecha Alternativa Social, diputada en la cámara baja italiana y sirvió en el Senado como miembro del partido Forza Italia de Silvio Berlusconi. Su hermanastra Rachele Mussolini también es activa en política a través de Hermanos de Italia, el principal partido de derecha italiano; es hija de Romano y su segunda esposa Carla Maria Puccini. Caio Giulio Cesare Mussolini, bisnieto de Mussolini a través de su hijo Vittorio, también es activo en la política en Hermanos de Italia. También fue bisabuelo del futbolista Romano Floriani Mussolini.

### Neo-fascismo
Mussolini inspiró y apoyó la expansión internacional de los movimientos fascistas durante el período de entreguerras.  Aunque el Partido Nacional Fascista fue declarado ilegal por la Constitución de posguerra de Italia, varios partidos neofascistas sucesores surgieron para continuar con su legado. Históricamente, el partido neofascista más grande fue el Movimiento Social Italiano (Movimento Sociale Italiano), que se disolvió en 1995 y fue reemplazado por Alianza Nacional, un partido conservador que se distanció del fascismo (su fundador, el exministro de Asuntos Exteriores Gianfranco Fini, declaró durante una visita oficial a Israel que el fascismo era «un mal absoluto»). En 2009, la Alianza Nacional y varios partidos neofascistas se fusionaron para crear el efímero partido Pueblo de la Libertad, liderado por el entonces primer ministro Silvio Berlusconi, que finalmente se disolvió después de la derrota en las elecciones generales de 2013. En 2012, muchos exmiembros de la Alianza Nacional se unieron a Hermanos de Italia, liderado por la actual primera ministra de Italia, Giorgia Meloni.

### Imagen pública
En febrero de 2018, una encuesta realizada por el instituto de investigación Demos & Pi encontró que, del total de 1014 personas entrevistadas, el 19% de los votantes de todo el espectro político italiano tenían una opinión «positiva o muy positiva» de Mussolini, el 60% lo veía negativamente y el 21% no tenía una opinión.

## Mussolini en la cultura popular

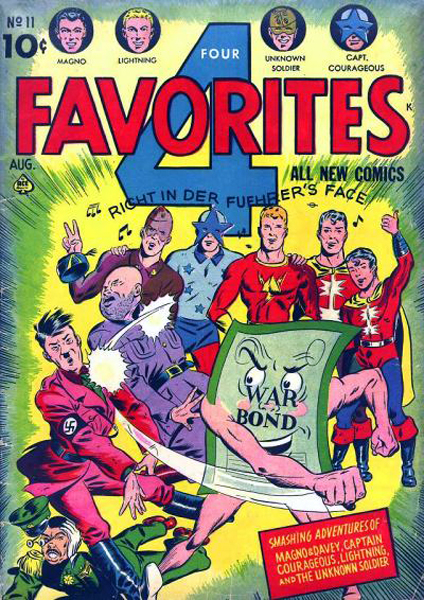
Publicidad de bonos de guerra estadounidenses donde se muestra a Mussolini, Hitler e Hirohito vencidos por superhéroes.

- La película de Charlie Chaplin de 1940 El gran dictador satiriza a Mussolini como "Benzino Napaloni".
- En el corto cinematográfico de Los Tres Chiflados I'll Never Heil Again, Cy Schindell representa a "Chizzolini".
- Los últimos días de la vida de Mussolini fueron retratados en la película Mussolini: Ultimo atto, dirigida por Carlo Lizzani, con protagónico de Rod Steiger (1974).
- Claudio Spardo lo representa en la película Té con Mussolini (1999).
- George C. Scott en la miniserie de televisión de 1985 Mussolini: The Untold Story.
- Otra película de 1985 fue Mussolini y yo, en la cual Bob Hoskins interpreta al dictador (con Susan Sarandon como su hija Edda y Anthony Hopkins como el conde Ciano).
- El actor Antonio Banderas también le interpretó en el papel principal en Benito en 1993, que cubrió su vida desde sus días de maestro de escuela hasta el comienzo de la Primera Guerra Mundial, antes de su subida como dictador.
- Una miniserie de televisión canadiense llamada Il Duce Canadese, emitida en CBC Television en 2004.
- Una tira cómica se publicó en el cómic británico The Beano titulado Musso el Wop. Esta tira, que se publicó desde 1940 hasta 1943, presentaba a Mussolini como un bufón arrogante.[99]
- Mussolini también se representa en las películas Tea with Mussolini, Lion of the Desert (interpretado por Rod Steiger) y Vincere.
- El centurión Langelus, que aparece en el cómic de Astérix El combate de los jefes, es una parodia de Mussolini.